# Romeo y Julieta
Romeo y Julieta  es una tragedia del dramaturgo inglés William Shakespeare. Cuenta la historia de dos jóvenes que, a pesar de la oposición de sus familiares, rivales entre sí, deciden casarse de forma ilegal y vivir juntos; sin embargo, la presión de esa rivalidad y una serie de fatalidades conducen a que la pareja elija el suicidio antes que vivir separados. Esta relación entre sus protagonistas se ha convertido en el arquetipo de los llamados amantes desventurados o star-crossed lovers. La muerte de ambos, sin embargo, supone la reconciliación de las dos familias.
Se trata de una de las obras más populares del autor inglés y, junto a Hamlet y Macbeth, la que más veces ha sido representada. Aunque la historia forma parte de una larga tradición de romances trágicos que se remontan a la antigüedad, es una adaptación teatral del cuento italiano de Mateo Bandello, en concreto de la adaptación inglesa de este realizada por Arthur Brooke, que se basó en la traducción francesa hecha por Pierre Boaistuau en 1559. Por su parte, en 1582, William Painter realizó una versión en prosa a partir de relatos italianos y franceses, que fue publicada en la colección de historias Palace of Pleasure. 
Shakespeare tomó varios elementos de ambas obras, aunque, con el objetivo de ampliar la historia, creó nuevos personajes secundarios como Mercucio y Paris. Algunas fuentes señalan que comenzó a escribirla en 1591, llegando a terminarla en 1595. Sin embargo, otras mantienen la hipótesis de que la terminó de escribir en 1597.
La técnica dramática utilizada en su creación ha sido elogiada como muestra temprana de la habilidad del dramaturgo. Entre otros rasgos, se caracteriza por el uso de fluctuaciones entre comedia y tragedia como forma de aumentar la tensión, por la relevancia argumental que confiere a los personajes secundarios y por el uso de subtramas para adornar la historia. Además, en ella se adscriben diferentes formas métricas para los distintos personajes, que, en ocasiones, terminan cambiando de acuerdo con la evolución de los mismos personajes; por ejemplo, Romeo se va haciendo más experto en el uso del soneto a medida que avanza la trama. La tragedia ha sido adaptada en numerosas ocasiones para los escenarios, el cine, los musicales y la ópera.

## Argumento
La representación comienza con una disputa callejera entre los Montesco y los Capuleto. El príncipe de Verona, Della Escala, interviene entre ellos y declara un acuerdo de paz que en caso de ser violado habría de ser pagado con la muerte. Después de los sucesos, el conde Paris —pariente del príncipe Escala—, se reúne con el señor Capuleto para conversar sobre la idea de contraer matrimonio con su hija Julieta, pero el señor Capuleto le pide que espere durante un plazo de dos años más, tiempo tras el cual cumpliría quince años. Aprovechando el ofrecimiento, le sugiere que organice un baile familiar de carácter formal para celebrar tal acontecimiento. Mientras tanto, la señora Capuleto y la nodriza de Julieta intentan convencer a la joven de que acepte casarse con Paris.
En diferentes circunstancias, Benvolio habla con su primo Romeo —hijo de los Montesco—, sobre su más reciente depresión. Convencido de que la tristeza de su primo se debe al amor no correspondido de una joven llamada Rosalina —sobrina del señor Capuleto—, Benvolio le informa acerca del baile familiar de los Capuleto. Finalmente, Romeo acepta acudir sin invitación a la ceremonia, esperando encontrarse con Rosalina. No obstante, cuando llega al hogar de los Capuleto, se encuentra con Mercucio —pariente del príncipe Escala y amigo de Romeo—, este le cuenta el sueño que tuvo, pero Mercucio no le cree y le dice que trate de bailar adentro del baile familiar de carácter formal para celebrar el acontecimiento de los Capuleto. Cuando Romeo está adentro del baile, se encuentra con Julieta y se enamora perdidamente de ella. Julieta le pregunta a la nodriza sobre quién es él, a lo que ella le responde que es Romeo de la casa Montesco; lo que hizo quedar impactada por la belleza de Romeo. Tras concluir el baile, en la secuencia conocida como "la escena del balcón", Romeo se infiltra en el patio de los Capuleto y escucha secretamente a Julieta, quien está en el balcón de su dormitorio, admitiendo su amor por él a pesar de la hostilidad entre su familia y los Montesco. Romeo "toma la palabra", se sube al balcón y ambos empiezan a intercambiar promesas apasionadas. Después, Romeo se retira a toda prisa justo antes de que la nodriza de Julieta la llama.
Con el paso del tiempo, el joven comienza una serie de encuentros con la muchacha, hasta llegar al momento en que ambos deciden casarse. Con la asistencia de Fray Lorenzo, quien espera reconciliar a las familias rivales de Verona a través de la unión de sus hijos, al día siguiente del juramento de amor, los enamorados se casan en secreto. Ofendido por la intromisión de Romeo en el baile familiar, Teobaldo —primo de Julieta— reta al joven a un duelo. Sin embargo, Romeo evade el combate. Impaciente tanto por la insolencia de Teobaldo como por la "cobarde sumisión de Romeo", Mercucio acepta el duelo, aunque resulta mortalmente herido y muerto por Teobaldo. Dolido ante la muerte de su amigo, Romeo retoma el enfrentamiento y logra asesinar al primo de Julieta. A consecuencia de lo anterior, el príncipe exilia al joven de la ciudad, reiterando que si regresa, "sería lo último que haría en su vida". Malinterpretando la tristeza de su hija, el señor Capuleto decide ofrecerla en matrimonio al conde Paris, intentando convencerla de aceptarlo como esposo y convertirse en su "feliz consorte". Finalmente, la joven acepta bajo la condición de posponer la boda, aun cuando su madre se niega terminantemente. Mientras tanto, Romeo pasa la noche secretamente en la alcoba de Julieta, donde ambos terminan consumando el matrimonio.
Julieta visita a Fray Lorenzo para pedirle sugerencias, y este conviene en ofrecerle una pócima que la induciría a un intenso coma con duración de cuarenta y dos horas. Una vez que la joven acepta llevar a cabo la farsa, el fraile le promete enviar un mensaje a Romeo, informándole sobre su plan secreto, por lo que podría volver cuando ella despierte. La noche anterior a la boda, Julieta ingiere la poción y sus familiares, al creerla muerta, depositan su cuerpo en la cripta familiar. 
A pesar de su promesa incondicional, el mensaje de Fray Lorenzo enviado por Fray Juan, su compañero, nunca llega a Romeo y, en cambio, este se encuentra con Baltasar (uno de sus sirvientes), quien le informa de la repentina muerte de Julieta. Frustrado ante semejante noticia, Romeo decide comprarle al boticario de la ciudad un eficaz veneno, antes de acudir a la cripta donde se encuentra Julieta. Al llegar, se encuentra con Paris, quien momentos antes había estado llorando sobre el "cuerpo inerte" de su amada. Creyendo que Romeo es un saqueador de tumbas, el conde lo enfrenta, pero muere asesinado por Romeo, no sin antes decirle que su cadáver debe ser colocado con el cadáver de Julieta. Convencido todavía de que su amada está muerta, Romeo procede a beber el veneno para morir al lado de ella. Al despertar del coma inducido, Julieta se encuentra con los cadáveres de Romeo y Paris en la cripta; Fray Lorenzo le pide a Julieta que huya y se vaya a unirse a una organización de monjas, pero ella se niega; incapaz de hallar una solución a tales circunstancias, determina atravesarse el corazón con la daga de su esposo, muriendo abrazada de su amado. Tiempo después, los Montesco y los Capuleto, acompañados del príncipe, se percatan de la muerte de los jóvenes y del conde. Absorto por la trágica escena, Fray Lorenzo comienza a relatar la historia completa del "amor prohibido" entre Romeo y Julieta. Su revelación consigue terminar con la rivalidad entre ambas familias y el señor Montesco y el señor Capuleto están decididos a construir una estatua de oro de ambos.

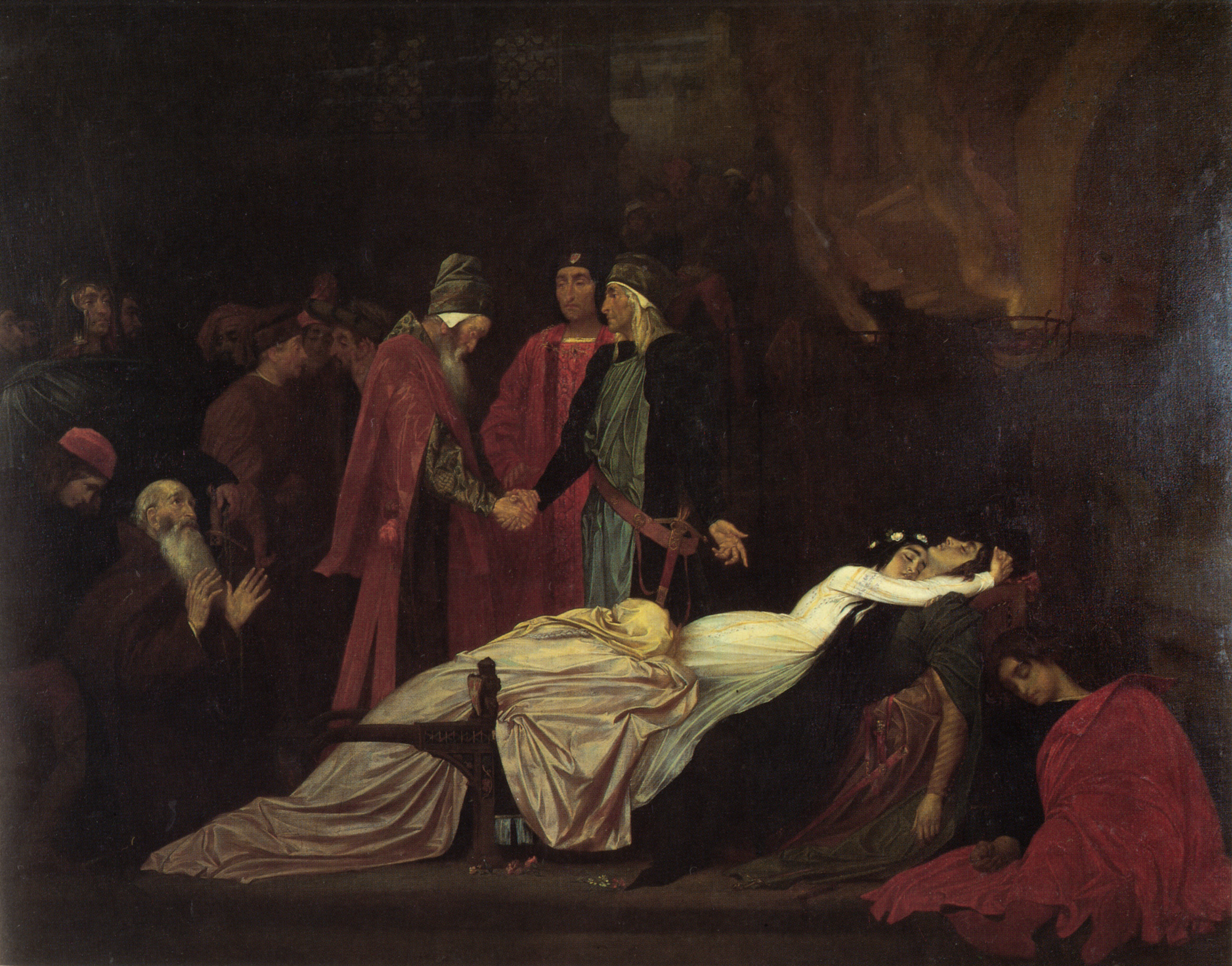
La Reconciliación entre los Montesco y los Capuleto tras la muerte de Romeo y Julieta (The Reconciliation of the Montagues and Capulets over the Dead Bodies of Romeo and Juliet), de Frederic Lord Leighton. Tal y como lo explica Romeo en una cita: «La vida es mi tortura y la muerte será mi descanso».

Romeo y Julieta finaliza con la elegía de Escala sobre el "amor imposible" de los jóvenes: "Nunca ha habido una historia más trágica que ésta, la de Julieta y su Romeo..."

## Personajes
El relato se extiende entre las relaciones de dos sobresalientes familias de Verona, Italia, además del gobierno municipal. Su historia acontece en cinco actos.
Hogar de los Capuleto:
- Señor Capuleto: Patriarca de la familia Capuleto.
- Señora Capuleto: Matriarca de la familia Capuleto.
- Julieta Capuleto: Hija de los Capuleto y protagonista de la obra.
- Teobaldo Capuleto: Primo de Julieta y sobrino de la señora Capuleto.
- Rosalina Capuleto: Prima de Julieta, sobrina del señor Capuleto y mujer con quien Romeo mantiene una relación sentimental, antes de conocer a Julieta.
- La nodriza: Confidente y nodriza personal de Julieta.
- Pedro, Sansón y Gregorio: Sirvientes de la casa de los Capuleto.

Hogar de los Montesco:
- Señor Montesco: Patriarca de la familia Montesco.
- Señora Montesco: Matriarca de la familia Montesco.
- Romeo Montesco: Hijo de los Montesco y protagonista de la obra.
- Benvolio Montesco: Primo de Romeo y sobrino del señor Montesco.
- Abraham y Baltasar: Sirvientes de la casa de los Montesco.

Gobierno de Verona:
- Príncipe Della Escala: Príncipe de Verona.
- Conde Paris: Pariente de Della Escala, quien anhela contraer matrimonio con Julieta.
- Mercucio Della Escala: Pariente de Della Escala, amigo y confidente de Romeo y compañero de Benvolio.[9]

Otros:
- Fray Lorenzo: Fraile franciscano, amigo de Romeo.
- El coro: Lee un prólogo cada dos actos.
- Fray Juan: Compañero de Fray Lorenzo, quien es enviado para descubrir a Romeo mediante la carta escrita por Fray Lorenzo.
- Boticario: Boticario que le vende el veneno a Romeo.

## Primeras ediciones

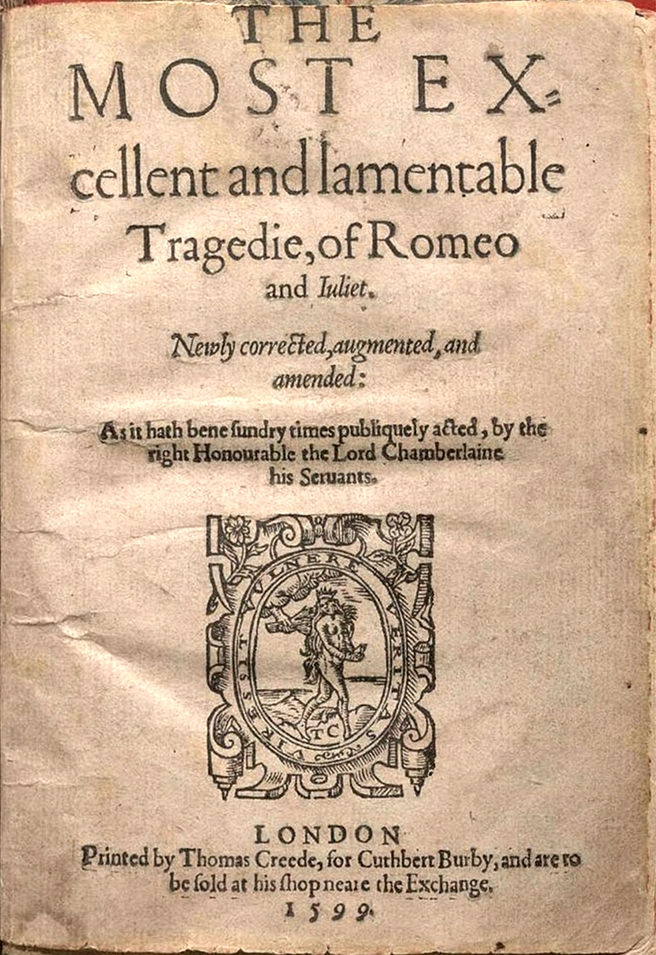
Portada del segundo cuarto de Romeo y Julieta, publicado en 1599.

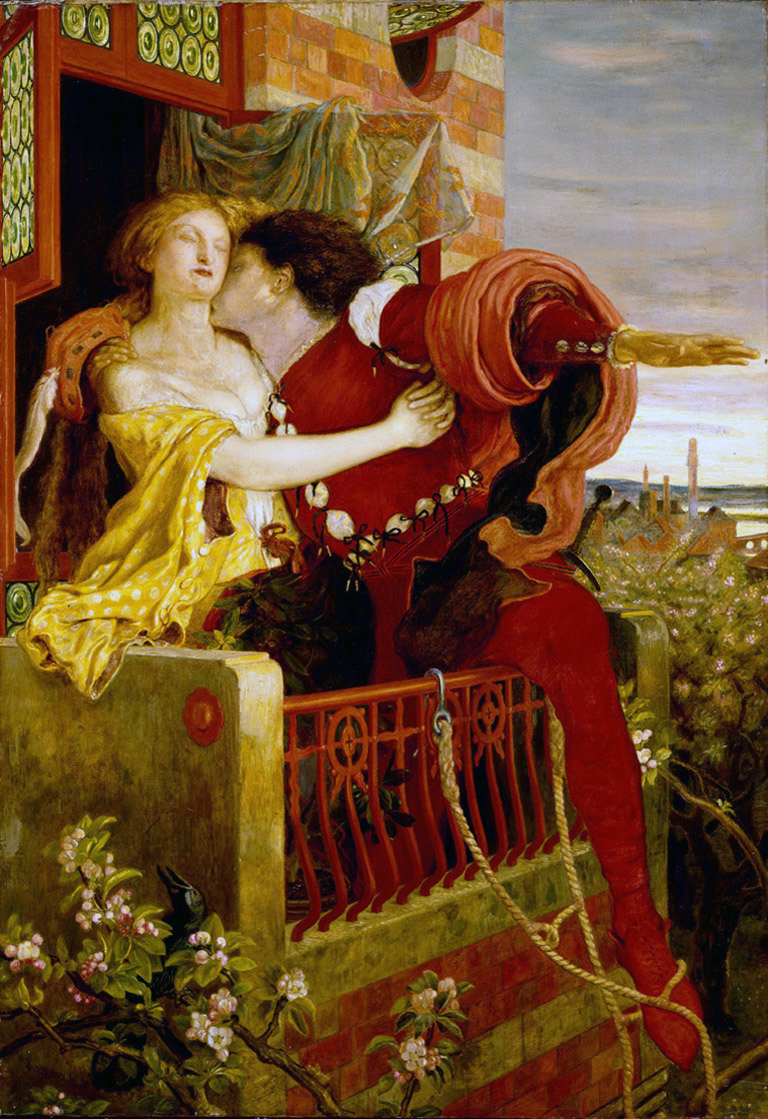
Una pintura al óleo de 1870 por Ford Madox Brown que representa la famosa escena del balcón de la obra.

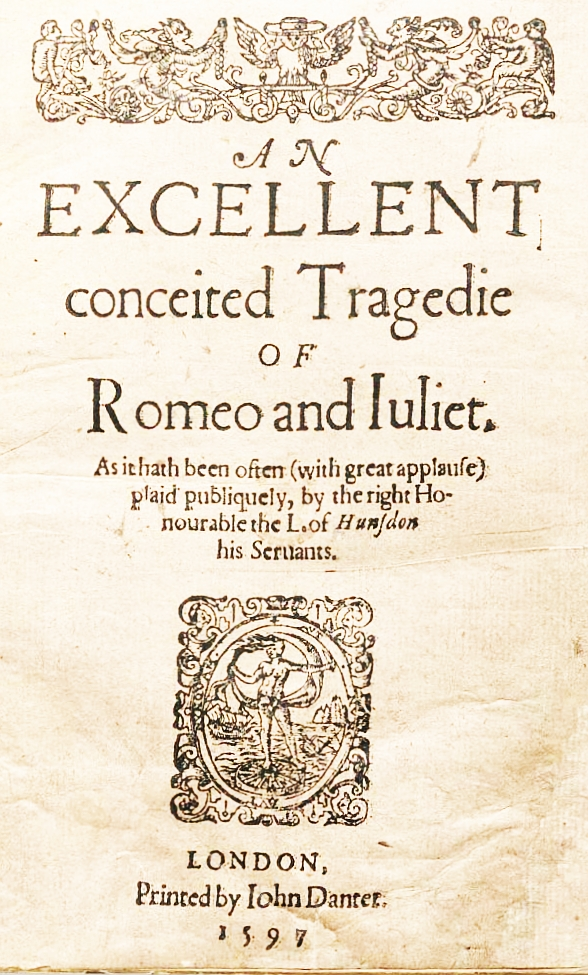
Portada de la primera edición.

No se sabe la fecha exacta en que Shakespeare comenzó a escribirla, aunque en ella se hace referencia a un terremoto que, supuestamente, habría ocurrido once años antes de los hechos que se narran. Dado que, efectivamente, Italia fue sacudida en 1580 por un sismo, se supone que Shakespeare pudo haber comenzado a redactar los primeros borradores hacia 1591. No obstante, la existencia de otros terremotos en años diferentes, impide emitir una conclusión definitiva al respecto. Desde un punto de vista estilístico, las semejanzas de Romeo y Julieta con El sueño de una noche de verano, así como con otras obras de entre 1594 y 1595, inciden en la posibilidad de que pudiese haber sido escrita entre 1591 y 1595.
La primera edición de Romeo y Julieta es de 1597 y fue publicada por John Danter en formato de cuarto (de ahí el tecnicismo Q1 con el que es conocida). Las diversas diferencias que presenta su texto respecto de ediciones posteriores, ha sido motivo para que haya sido catalogada como una mala versión; T. J. B. Spencer, un editor del siglo XX, describió su texto como "detestable. Una reconstrucción a partir de los recuerdos imperfectos de uno o dos actores", sugiriendo que se trata de una copia ilegal. Se ha aducido también que sus defectos derivan de que, al igual que ocurre con otros textos teatrales de la época, pudo haber sido publicado antes de su representación. No obstante, su aparición respalda la hipótesis de que 1596 es la última fecha posible para la composición de Romeo y Julieta.

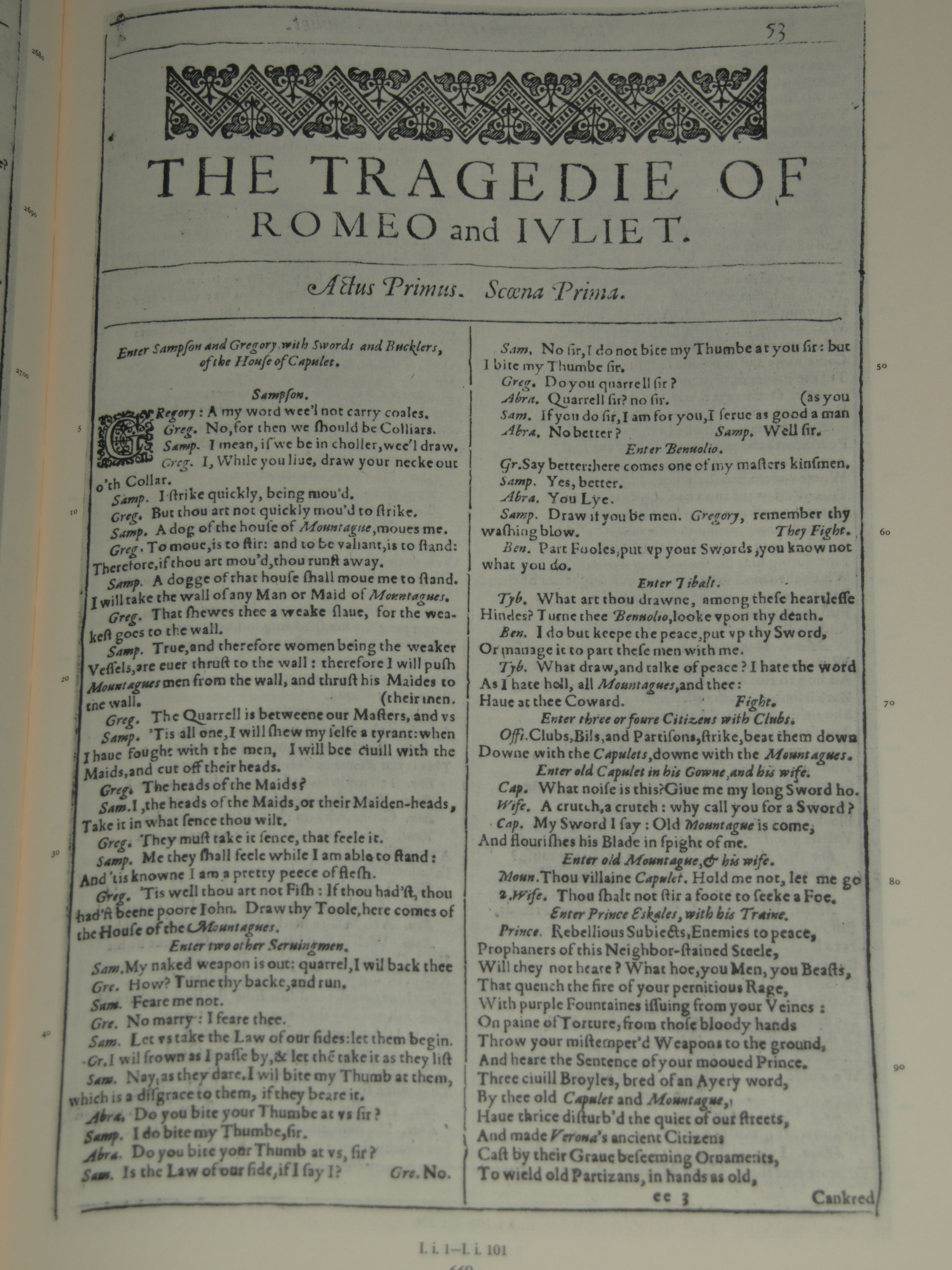
Facsímil de la primera página de Romeo y Julieta en la recopilación Primer Folio, publicada en 1623.

La segunda edición, conocida como Q2, llevaba como título La excelente y lamentable tragedia de Romeo y Julieta. Fue publicada en 1599 por Cuthbert Burby y editada por Thomas Creede. Respondiendo a lo indicado en la portada (el texto ha sido "corregido, aumentado y revisado"), incluye unos 800 versos más que el texto de Q1.
Algunos especialistas creen que Q2 está basada en el borrador de la primera escenificación, porque contiene rarezas textuales tales como diferentes nombres asignados a un mismo personaje y "comienzos falsos" en los discursos que, se presume, podrían haber sido suprimidos por el autor, pero preservados erróneamente por el editor. Así las cosas, Q2 presenta un texto más completo y fiable que su predecesor. Esta versión fue reeditada en 1609 como (Q3), en 1622 como (Q4) y en 1637 como (Q5). Por lo demás, es el texto que se sigue en las ediciones modernas.
En 1623 apareció en la recopilación conocida como Primer Folio, con el texto basado en Q3 y con algunas correcciones realizadas sobre la base de un apunte escénico.
Años después, se publicaron otras ediciones del Primer Folio: en 1632 (F2), en 1664 (F3) y en 1685 (F4).
Las primeras versiones modernas, basadas en las ediciones en cuarto y en el Primer Folio y sus reediciones, estuvieron a cargo de Nicholas Rowe en 1709 y de Alexander Pope en 1723, quien inició la tradición de editar el texto agregando cierta información adicional y detalles artísticos que no aparecen en Q2, pero sí en Q1. 
La reedición de la obra ha sido constante desde entonces y, a partir de la era victoriana, su edición ha ido acompañada de notas explicativas sobre sus fuentes y el contexto cultural y social en que fue producida.

## Indicios históricos

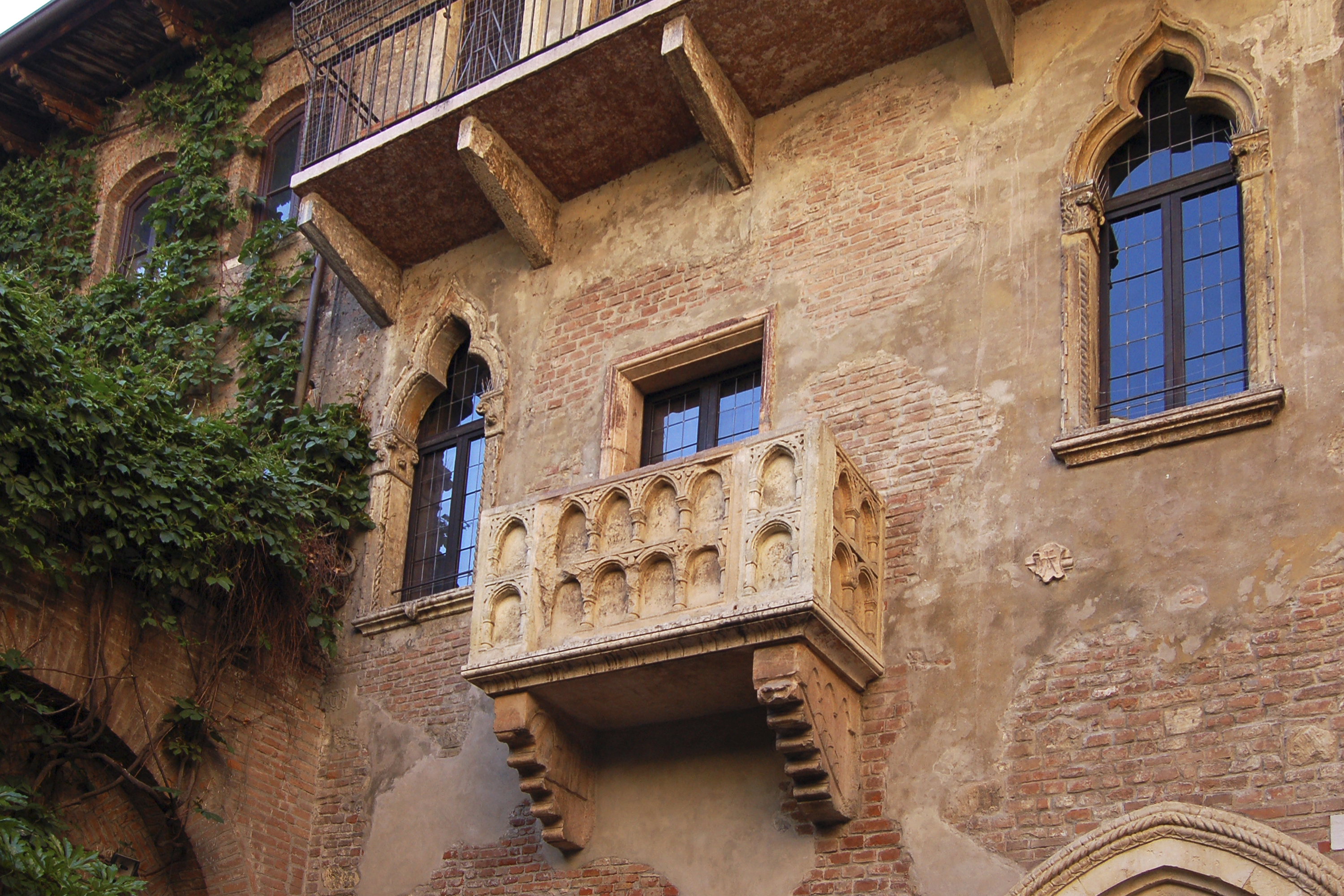
"Casa de Julieta" de Verona, que atrae a millones de visitantes cada año.

Verona —ciudad que Shakespeare escogió para su obra— es una de las más prósperas del norte de Italia. El lugar atrae con mayor frecuencia a parejas jóvenes y matrimonios principalmente por haberse ganado el distintivo de la Ciudad de Romeo y Julieta. Además, se caracteriza por poseer un patrimonio arquitectónico e histórico muy bien conservado, en el que destacan un anfiteatro romano, un castillo de la Edad Media, así como una serie de palacios e iglesias provenientes de la época medieval. Junto a estos atractivos y edificaciones como el Museo de Castelvecchio, Verona posee un edificio denominado la casa de Julieta que, aunque no existe ninguna prueba de que los Capuleto vivieran allí, atrae a muchos visitantes. Su construcción se inició en el siglo XIII, y podría haber pertenecido a la familia Cappello. En el interior de la construcción existe una estatua de bronce de Julieta, frescos de la obra y una especie de contador con la biografía de Shakespeare. Es conocida también la leyenda de que quien toque el pecho derecho de la estatua tendrá suerte en el amor.
La cuestión de la existencia histórica de Romeo y Julieta es difícil de dirimir. Existen documentos en los que Girolamo della Corte, un italiano que vivió en la época de Shakespeare, afirma que la relación de los dos jóvenes amantes había ocurrido realmente en 1303, aunque ello no ha podido ser comprobado con certeza. Lo único que puede afirmarse es que las familias Montesco y Capuleto sí que existieron realmente, aunque no se sabe si vivieron en la península itálica y tampoco se puede certificar que hayan sido rivales. Otra fuente literaria que menciona a las dos familias es la Divina Comedia, del italiano Dante Alighieri. En este poema, Dante cita a los Montesco y a los Capuleto como participantes de una disputa comercial y política en Italia. En el mismo testimonio, ambas familias se encuentran en el purgatorio, tristes y desoladas. Para el historiador Olin Moore, eran dos importantes partidos políticos que se hallaban enfrentados en territorio italiano: güelfos y gibelinos. Secundando el mismo aspecto se encuentra Luigi da Porto. Sin embargo, varios académicos consideran que estas familias nunca existieron; Lope de Vega y Mateo Bandello creían que la gente había enriquecido la "creencia" de su existencia con el paso del tiempo.
No hay evidencia alguna respecto a estas sospechas, ya sea en la literatura italiana o en la biografía de William Shakespeare. Sin embargo, para ciertas personas como el historiador Rainer Sousa, el amor trágico y desmedido de Romeo y Julieta, parece instaurar un arquetipo del amor ideal, muchas veces distante de las experiencias afectivas cotidianamente experimentadas. Tal vez por eso, varios acreditan que el amor sin medida, como el del caso shakespeariano, es real».

## Primeras escenificaciones
Junto a Hamlet, Romeo y Julieta es una de las obras más escenificadas de Shakespeare. Asimismo, sus numerosas adaptaciones han pasado a convertirla en una de sus historias más famosas y perdurables. Incluso era extremadamente popular en la época del autor, añadiendo, que el académico Gary Taylor la denominó como la sexta más famosa de sus obras, tomando en consideración el período consecuente a la muerte de Christopher Marlowe y Thomas Kyd, y preliminar a la popularidad de Ben Jonson, autor del Renacimiento. Taylor predispuso de este lapso, al tener en cuenta que era la época en que consideraban a Shakespeare como al dramaturgo más importante de Londres.

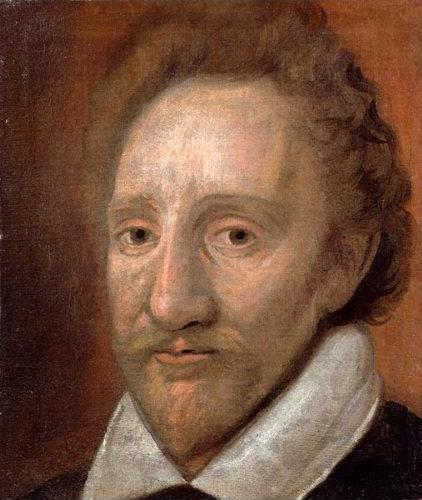
Richard Burbage, considerado como el primer actor en haber personificado a Romeo.

Se desconoce cuándo se realizó su primera escenificación; la primera edición (Q1) de 1597 dice que: "ha sido teatralizada públicamente [y con muchos aplausos]", deduciendo entonces que ya se había puesto en escena desde antes de que fuese publicado el texto. No obstante, se sabe con certeza que la compañía teatral Lord Chamberlain's Men fue la primera en escenificarla. Tomando en cuenta sus importantes conexiones con el dramaturgo, en la segunda edición (Q2) aparece publicado en una línea del Acto V el nombre de uno de sus actores, William Kempe, en lugar de Pedro, nombre de uno de los sirvientes de la familia Capuleto. Igualmente, se considera que Richard Burbage interpretó por primera vez a Romeo (en ese entonces era el actor principal de Lord Chamberlain's Men), mientras que el joven Robert Goffe asumió por primera ocasión el rol de Julieta. El hecho de que un hombre interpretara a un personaje femenino se debe a que por entonces las leyes prohibían que las mujeres actuaran en el teatro. Además, se estima que la obra tuvo su debut en los teatros isabelinos The Theatre y The Curtain, acompañada en este último de otras producciones recién estrenadas. Debido a que en 1604 se estrenó una versión simplificada en la localidad alemana Nördlingen, también es una de las primeras obras de Shakespeare en haber sido escenificada fuera del territorio inglés.

## Versiones póstumas

### Restauración y teatro delsigloXVIII
El gobierno puritano clausuró todos los teatros ingleses el 6 de septiembre de 1642. Tras la restauración de la monarquía, en 1660, se erigieron dos compañías de teatro (King's Company y Duke's Company), por lo que todo el repertorio teatral existente hasta ese momento quedó dividido entre ambas. De esta forma, William Davenant (de Duke's Company) montó una nueva versión de Romeo y Julieta en 1662, en la que Henry Harris desempeñó el papel de Romeo, Thomas Betterton el de Mercucio y Mary Saunderson (esposa de Betterton) el de Julieta. Se considera por ello que Saunderson fue la primera mujer en haber interpretado el rol de Julieta de forma profesional. Otra versión paralela a la adaptación de Davenant fue producida por la misma empresa, pero a diferencia de la original esta consistió en una tragicomedia hecha por James Howard, en donde los protagonistas no morían al final.

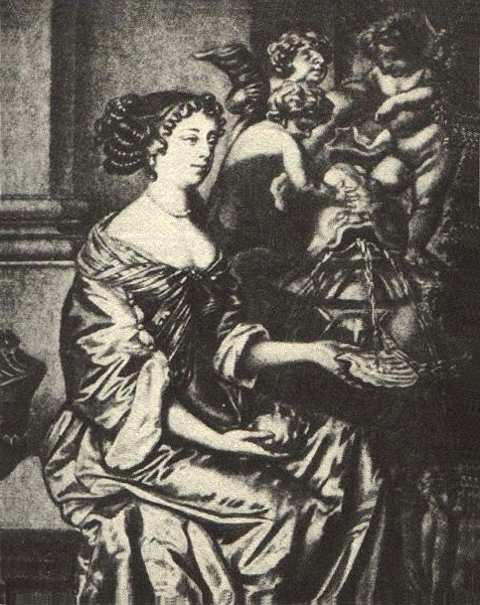
Mary Saunderson, la primera mujer en interpretar a Julieta de manera profesional.

En 1680, se estrenó The History and Fall of Caius Marius (Historia y final de Caius Marius) de Thomas Otway, catalogada como una de las adaptaciones de Shakespeare más extremas de la Restauración. Esta versión mostraba varias diferencias respecto al guion original, entre las que se destaca el haber cambiado a Verona como escenario primordial por la Roma Antigua, la modificación de los nombres de los amantes (Romeo era Marius, mientras que Julieta era Lavinia), la sustitución del enfrentamiento entre las familias italianas por la lucha de clases entre patricios y plebeyos, y el propio final (Lavinia despierta justo antes de que Romeo muera). Al contrario a lo que pudiera pensarse, esta representación se convirtió en un éxito tan considerable, que continuó siendo teatralizada durante las siguientes siete décadas. Es importante destacar que el elemento más perdurable de esta versión era la escena final, que continuaría usándose durante los próximos dos siglos, sobresaliendo la adaptación de Theophilus Cibber (hijo de Colley Cibber) de 1744 y la escenificación de David Garrick de 1748, que emplearon variaciones de la misma obra. Asimismo, ambas adaptaciones eliminaron los elementos que eran considerados como inapropiados en esa época. Por ejemplo, en esta última se transfirió a Julieta todo el lenguaje que describía originalmente a Rosalina, con el propósito de acrecentar la noción de la fidelidad y minimizar el concepto de amor a primera vista. En 1750, comenzó una "Batalla de Romeos", con Spranger Barry y Susannah Maria Arne (esposa de Theophilus Cibber) del Teatro Real de Ópera contra David Garrick y George Anne Bellamy del Teatro Drury Lane.
La primera producción conocida en Estados Unidos fue una versión amateur que se estrenó el 23 de marzo de 1730. Información que se conoce debido a un anuncio publicitario en el periódico Gazette, donde el médico Joachimus Bertrand promocionaba una producción en la que él interpretaría al boticario. Las primeras adaptaciones profesionales en la misma región, fueron producidas por la compañía teatral Hallam Company.

### Teatro delsigloXIX

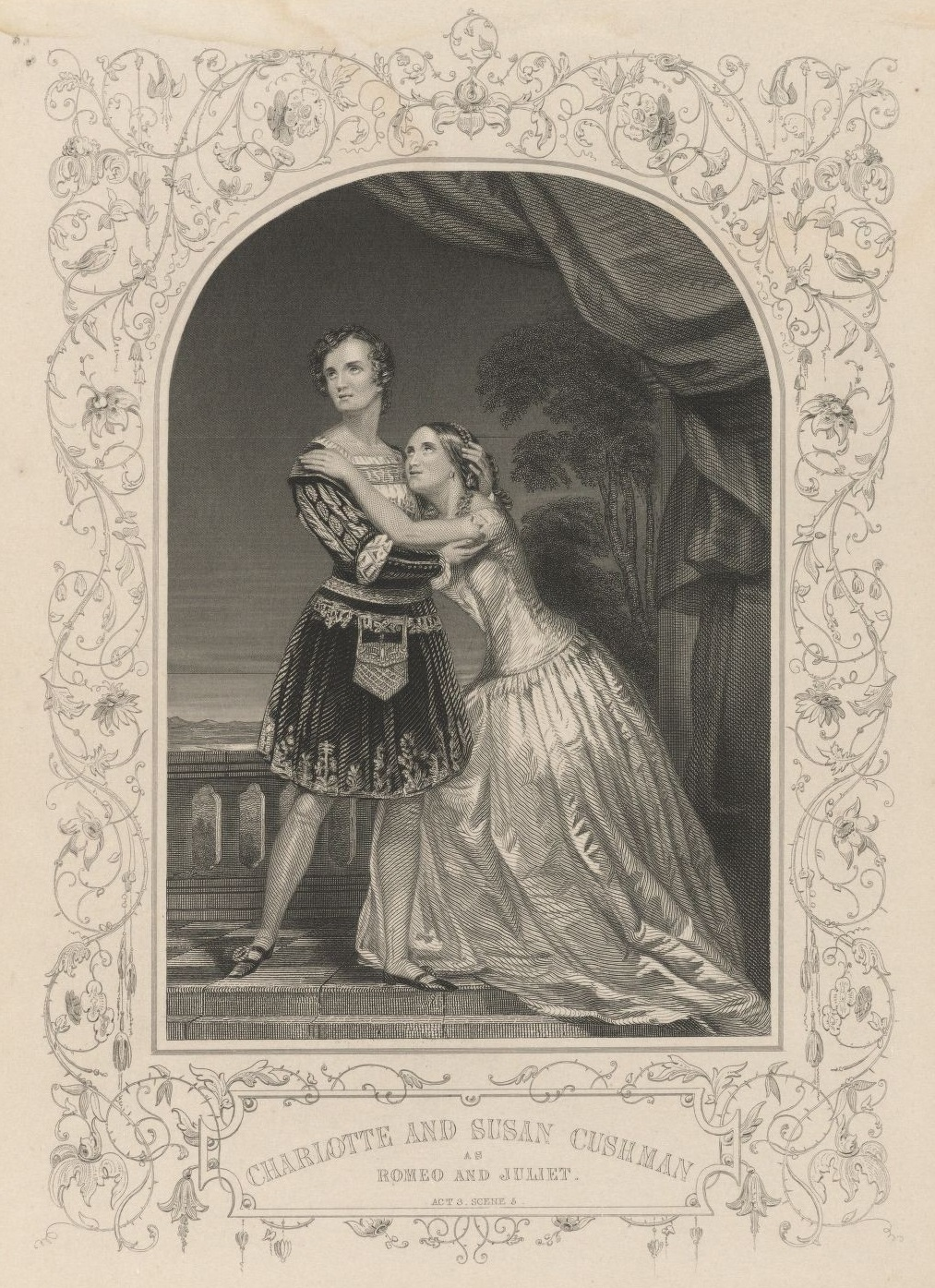
Las hermanas Charlotte y Susan Cushman en los papeles de Romeo y Julieta en la producción estadounidense de 1846.

La versión de Garrick se volvió muy popular, llegando a escenificarse a lo largo de casi todo el siglo XVIII y parte del XIX. En 1845 se retomó la obra original de Shakespeare en Estados Unidos, con las hermanas Susan y Charlotte Cushman interpretando los personajes principales. Dos años después, ocurrió lo mismo en Gran Bretaña con Samuel Phelps, en el Sadler's Wells Theatre. La adaptación de las hermanas Cushman contó con ochenta y cuatro representaciones en total; varios críticos alabaron la interpretación de Charlotte interpretando a Romeo, llegando inclusive a considerarla como "perfecta". El diario The Times, escribió al respecto

Durante mucho tiempo, Romeo ha sido una convención. Sin embargo, el Romeo de la señorita Cushman es un ser humano creativo, fulguroso, animado y ardiente.

A su vez, la reina Victoria escribió en su diario que:

Nadie podría haber imaginado que realmente era una mujer.

De esta forma, el éxito de la versión Cushman rompió con la tradición de Garrick, alentando a escenificaciones futuras para que retomasen el guion original de su creador.
Las teatralizaciones profesionales de Shakespeare en la mitad del siglo XIX tenían dos características en lo particular: primeramente, consistían en producciones que tenían el fin principal de mejorar la trayectoria artística de sus protagonistas, por lo que se acostumbraba omitir algunos papeles secundarios con tal de mantener cierta prominencia en los personajes principales. El rasgo restante de esa época se definía por el concepto "ilustrado", calificativo que hacía referencia a la espectacularidad de los montajes elaborados en donde se pretendían llevar a cabo las escenificaciones. Este último factor ocasionaba que existieran largas pausas en plena obra para poder cambiar el escenario cada vez que lo requería el contexto. Asimismo, se usaban pinturas vivientes de manera constante. En 1882, se estrenó la producción del actor Henry Irving en el Lyceum Theatre de Londres. En dicha versión, Irving interpretaba a Romeo, mientras que la actriz Ellen Terry ejercía el papel de Julieta. Cabe mencionar que la versión habría de ser catalogada como uno de los arquetipos del estilo ilustrado, mencionado anteriormente. Tiempo después, en 1895, cuando Irving viajó al continente americano para realizar una gira teatral, Johnston Forbes-Robertson asumió el papel de Romeo en el Lyceum Theather, y su dramatización del personaje fue más natural y realista en comparación a la de Irving; su visión pasó a popularizarse desde entonces. Durante su labor, Forbes-Robertson evitó hacer uso de la espectacularidad de Irving, pues trató de dar a conocer una descripción más realista de Romeo expresando el diálogo poético como prosa realista y evitando florituras melodramáticas.
Por otra parte, los actores estadounidenses comenzaron a competir con sus contra partes británicos; Edwin Booth (hermano de John Wilkes Booth) y Mary McVicker (quien luego se convertiría en la esposa de Edwin) hicieron su propia interpretación de los jóvenes amantes, estrenando su producción el 3 de febrero de 1869 en el suntuoso Booth's Theatre (de la propiedad del primero), en Nueva York. El edificio se caracterizó por contar con maquinaria teatral de estilo europeo, así como un sistema de aire acondicionado único en la ciudad. Algunos reportes informativos mencionan que era una de las producciones más elaboradas de la obra que jamás se hubiera presenciado en América. La escenificación se convirtió en una de las más populares de la época durante las seis semanas que se representó, recaudando más de 60.000 dólares en total. La primera página del programa de la producción apuntaba que "la interpretación sería producida en estricta concordancia con la propiedad histórica, y con todo el respeto, siguiendo cercanamente al texto de Shakespeare".
Profesionalmente, la primera representación japonesa, pudo haber sido la producción que hizo la empresa de George Crichton Miln, la cual viajó a Yokohama como parte de una gira internacional en 1890. En conclusión, a lo largo del siglo XIX la obra había pasado a convertirse en la más popular de Shakespeare, tomando en cuenta las diversas representaciones profesionales llevadas a cabo en ese período. En el siglo XX, solamente la superó Hamlet.

### Teatro delsigloXX

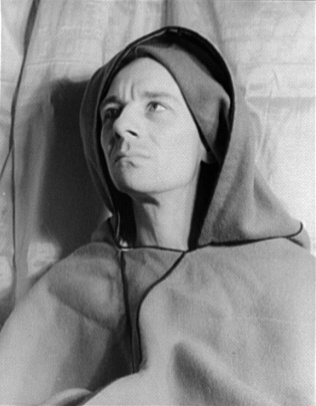
John Gielgud, uno de los actores más populares del siglo XX, interpretó a Romeo, Fray Lorenzo y Mercucio en el escenario y es posiblemente el primero en hacer tres papeles de la obra.

En 1935, la producción de John Gielgud (estrenada en el New Theatre de Westminster, Londres) tenía como protagonistas al propio Gielgud como Romeo y a Laurence Olivier como Mercucio (intercambiándose mutuamente los papeles durante seis semanas), y a Peggy Ashcroft como Julieta. A manera de inspiración, el actor utilizó una combinación académica de las primeras dos ediciones (Q1 y Q2), para organizar el montaje y los vestuarios acorde a la época isabelina. Al final, sus esfuerzos le valieron un considerable éxito comercial, dando lugar adicionalmente a un realismo histórico sin precedentes en la trayectoria de las escenificaciones del guion. Más tarde, Olivier comparó su actuación con la de Gielgud diciendo:

John [Gielgud]: espiritualidad, belleza y abstracción; Yo: completamente conectado a Tierra, sangre y humanidad. Siempre he sentido que John extrañaba su mitad humilde y me hizo ir por la otra, pero lo que sea que fuere, cuando interpretaba a Romeo sentía como si cargara una antorcha, tratando de ofrecer el realismo de Shakespeare.

Con la versión de 1947 de Peter Brook, comenzó un nuevo ciclo en el modo de llevar a cabo los montajes en la interpretación, ya que este buscó enfocarse en un punto donde la trama original pudiera conectarse con la sociedad contemporánea. En sus propias palabras, «una producción sólo puede ser adecuada si es exacta, y buena si es exitosa». Un detalle notable en la adaptación de Brook, consistió en la remoción de la reconciliación final entre los Capuleto y los Montesco.
A lo largo del siglo, la influencia del cine comenzó a preferir actores jóvenes para interpretarla debido a que se asociaron las características de los personajes con menores de edad. Ante esto, los productores contrataron actores jóvenes para que asumiesen los roles protagónicos, destacando las interpretaciones de John Stride y de Judi Dench en la versión que llevó a cabo Franco Zeffirelli, en el teatro Old Vic en 1960. Zeffirelli tomó prestadas algunas ideas de Brook, retirando de igual modo una tercera parte del guion original con tal de hacerlo más accesible para los espectadores. En una entrevista realizada por The Times, el productor concluyó que «los temas idénticos del amor y la ruptura total del entendimiento entre dos generaciones, tiene relevancia contemporánea». Asimismo, las siguientes escenificaciones se centraron en un contexto coetáneo. Por ejemplo, en 1986, la Royal Shakespeare Company llevó a cabo una producción ambientada en la Verona moderna; las navajas reemplazaron a las espadas, el baile formal se cambió por una fiesta de rock y Romeo se suicidaba con una aguja hipodérmica. En 1997, se estrenó una producción cuya trama sucede en un típico entorno suburbano, en el que Romeo se infiltra en una reunión de parrillada de la familia Capuleto para conocer a Julieta, mientras que esta se entera en su escuela de la muerte de Teobaldo. Analizando los aspectos anteriormente mencionados, se percibe un interés por parte de las empresas teatrales por adaptar el guion original a un período específico, con el propósito único de permitirle a las audiencias reflejarse en los conflictos subyacentes de la trama. Así, se tiene noción de adaptaciones en donde los sucesos ocurren en medio del conflicto árabe-israelí, en la era del apartheid en Sudáfrica o bien en la etapa de rebelión de los indios pueblo. De forma parecida, la versión cómica de Peter Ustinov de 1956, Romanoff and Juliet, ocurre en un pueblo ficticio de Europa durante los eventos de la Guerra Fría. En otra producción de los años 1980, The Life and Adventures of Nicholas Nickleby, se realizó una versión burlesca de la escena final de Romeo y Julieta usándose para ello algunos elementos de la época victoriana (la escena citada concluía con un final feliz en el que Romeo, Julieta, Mercucio y Paris reviven, mientras que Benvolio revela su disfraz y se descubre que es Benvolia, declarando su amor a Paris). Por otra parte, Shakespeare’s R&J de Joe Calarco adoptó un giro inédito en la que se exploró un despertar homosexual de la juventud. Una de las más recientes producciones en este mismo orden fue la comedia musical de Chicago The Second City's Romeo and Juliet Musical: The People vs. Friar Laurence, the Man Who Killed Romeo and Juliet.
En los siglos XIX y XX, Romeo y Julieta pasó a convertirse en la opción preferida de todo el legado de Shakespeare para inaugurar nuevas compañías teatrales. Lo anterior puede ejemplificarse en el debut de la obra en el teatro de Edwin Booth (en 1869), en la nueva estructura del teatro Old Vic (estrenada en 1929, con John Gielgud, Martita Hunt y Margaret Webster en los roles principales), así como en la apertura de Riverside Shakespeare Company de Nueva York, en 1977.

### Versiones en castellano
La primera traducción al castellano se debe a Manuel García Suelto, en traducción de la adaptación francesa de Le Tourneur (1783), y con el título de Julia y Romeo (1803). La siguiente versión se debe al dramaturgo cordobés Dionisio Solís en 1817, de la versión francesa de Jean François Ducis. La primera representación que consta de esta obra, se celebró en el Teatro del Príncipe de Madrid el 14 de diciembre de 1818, formando el elenco de actores Manuela Molina, María Maqueda, Andrés Prieto, Fernando Avecilla, Joaquín Caprara, Ramón López y Manuel Prieto.
El 17 de abril de 1849 Víctor Balaguer publicó el drama trágico en cinco actos Julieta y Romeo, inspirado en el original. Nueve años más tarde hacía lo propio Ángel María Dacarrete, con una obra de igual título que la anterior y que se representó en el Teatro Novedades de Madrid con interpretación de José Calvo el 29 de mayo de 1858.
También del francés es la traducción de Manuel Hiraldez de Acosta (1868). La primera traducción directa del inglés corresponde a Matías de Velasco y Rojas y se publicó en 1872. Posteriormente llegarían, entre otras, las de Jaime Clark (1873), Guillermo Mcpherson (1880), Marcelino Menéndez y Pelayo (1881), Roviralta Borrell (1909), Cipriano Montoliu (1910), Gregorio Martínez Sierra (1918) y Pablo Neruda (1964).
La obra se representó en varias ocasiones a lo largo del siglo XIX. Ya en el siglo XX puede mencionarse la representación en el Teatro Novedades de Barcelona en 1913, con interpretación de Ricardo Calvo y Lola Velázquez. En 1943 se representó en el Teatro Español, dirigida por Cayetano Luca de Tena, y con José María Seoane en el papel de Romeo, Mercedes Prendes en el de Julieta y Alfonso Muñoz. La versión de Neruda se puso en escena en el Teatro Fígaro de Madrid, con interpretación de María José Goyanes, Eusebio Poncela, Rafaela Aparicio y Luis Peña.
Para Televisión española se ha versionado en dos ocasiones: La primera emitida el 22 de diciembre de 1967 en el espacio Teatro de siempre, en adaptación de Antonio Gala, dirigida por Luis Lucía e interpretada por Federico Illán (Romeo), Enriqueta Carballeira (Julieta), Ana María Noé, Mayrata O'Wisiedo, Estanis González, José Luis Pellicena y Andrés Mejuto. La segunda en el espacio Estudio 1 en octubre de 1972, con dirección de José Antonio Páramo e interpretación de Tony Isbert (Romeo), Ana Belén (Julieta), Laly Soldevila, Agustín González, Carlos Lemos y Víctor Valverde.

## Influencia artística

### Música y ballet
Al menos unas veinticuatro óperas se han basado en Romeo y Julieta. La más antigua, Romeo und Julie, apareció en 1776 al estilo de singspiel (pequeña ópera popular) por Georg Benda. Esta producción omitió gran parte de la acción relatada en el guion, así como a la mayoría de los personajes, contando asimismo con un final feliz. Ocasionalmente, se retomó en la sociedad contemporánea. Por otro lado, la ópera más conocida es Roméo et Juliette de Charles Gounod, estrenada en 1867 (el libreto fue escrito por Jules Barbier y Michel Carré). Tras su debut, pasó a ser considerada como un "triunfo" por la crítica. A partir de entonces, se ha interpretado a menudo a Roméo et Juliette. La versión lírica I Capuleti e i Montecchi de Vincenzo Bellini también ha pasado por la misma situación, aunque en ocasiones se la ha criticado negativamente por sus diferencias con el guion de Shakespeare. Para la producción, Bellini y su libretista, Felice Romani, retomaron algunos elementos culturales de Italia citados en un libreto que Romani originalmente redactó para una ópera de Nicola Vaccai.
La sinfonía de Hector Berlioz (Romeo y Julieta) es una "composición dramática" de gran escala dividida en dos partes, una para solistas, y otra para coro y orquesta. Se estrenó en 1839. La obra homónima de Piotr Ilich Chaikovski, escrita en forma de obertura-fantasía y estrenada en 1869, es un poema sinfónico de considerable extensión que contiene la famosa melodía conocida como "tema de amor". Chaikovski sugirió que se repitiera esa pieza musical en las escenas del baile, el balcón, la recámara de Julieta y la tumba. Usando el mismo recurso de Chaikovski (repetir varias veces la pieza a lo largo de una obra como un leitmotiv), Nino Rota creó su propia melodía que luego habría de ser introducida en la película de 1968, al igual que la canción "Kissing You" de Des'ree en la cinta de 1996. Abel Korzeniowski versionó su melodía en la versión del 2013 y ganó el Premio IFMCA por Mejor Banda Sonora Original de Drama y Composición de Cine del Año. Otros compositores clásicos que se vieron influenciados por Romeo y Julieta son Johan Svendsen (Romeo og Julie, de 1876), Frederick Delius (A Village Romeo and Juliet, 1899-1901) y Wilhelm Stenhammar (Romeo och Julia, de 1922).

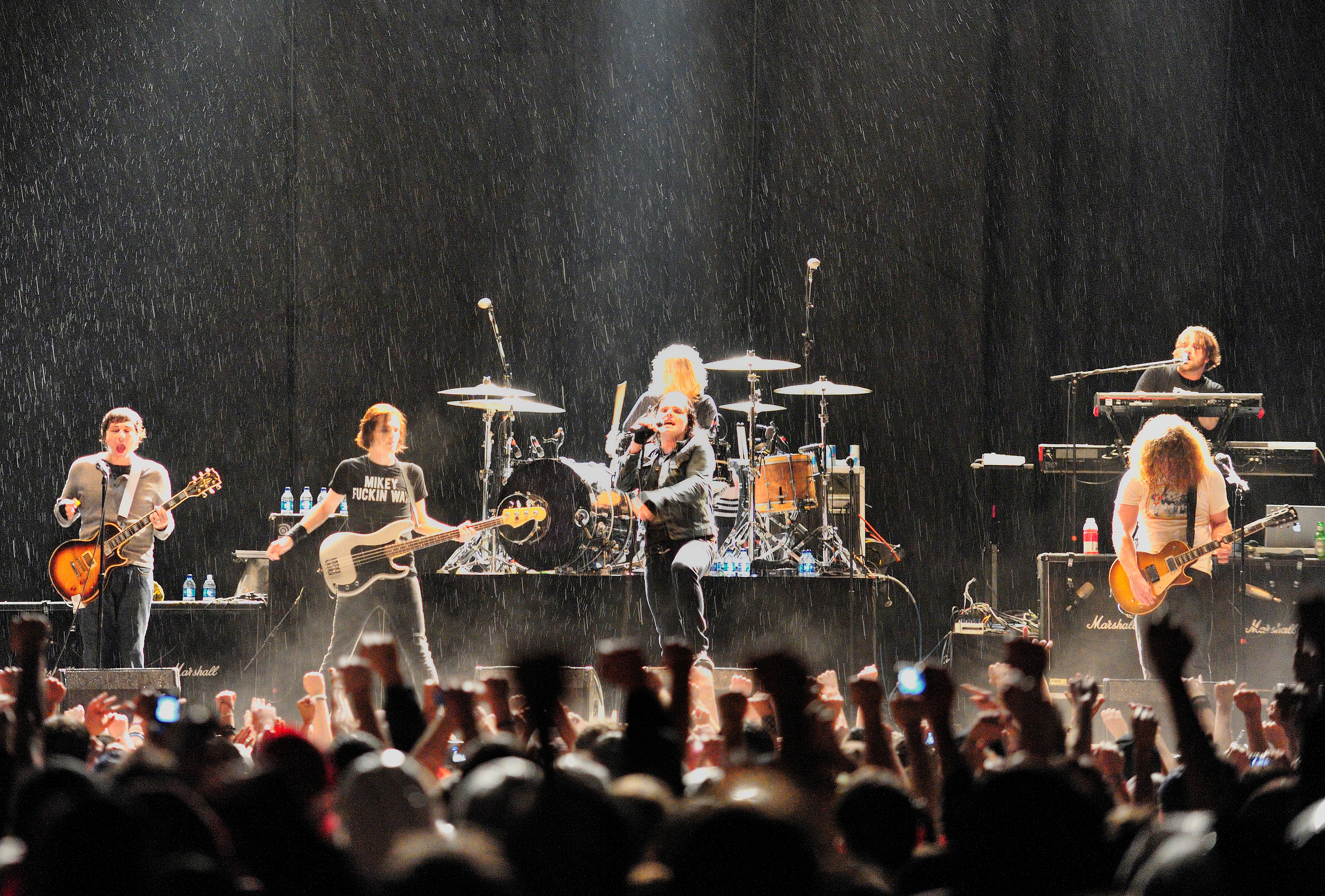
Romeo y Julieta ha influenciado a muchas obras tanto musicales como literarias. Tal es el caso del grupo estadounidense My Chemical Romance, que en su canción "The Sharpest Lives" menciona: "A Julieta le gustan las percusiones y la lujuria que le comandan. Suelta la daga y lava la sangre en tus manos, Romeo".

La versión más conocida para ballet corrió a cargo de Serguéi Prokófiev. La compañía Ballet Mariinski, con su versión de Romeo y Julieta de Prokófiev, fue rechazada por la empresa hasta en dos ocasiones diferentes: una cuando Prokófiev intentó añadirle un final feliz a la trama, y la otra debido a la naturaleza experimental de su música. En 1940, el ballet fue puesto en escena en el Teatro Kírov coreografiado por Leonid Lavrovski y con Galina Ulánova en el papel de Julieta. Con el paso del tiempo, el ballet ha ganado una vasta reputación, llegando a ser coreografiada por John Cranko en 1962 y por Kenneth MacMillan en 1965, entre otros.
Romeo y Julieta ha influido a varias producciones de jazz, entre las cuales sobresalen la interpretación de Peggy Lee, «Fever», en 1956, y la melodía "The Star-Crossed Lovers" (incluida en el álbum Such Sweet Thunder) del compositor Duke Ellington. En esta última los protagonistas son representados por un saxofón tenor y un saxo alto; los críticos percibieron que el saxo de Julieta sobresale en la pieza, más allá de ofrecer una imagen de equidad con el saxo tenor. Asimismo, la obra ha inspirado a diversos exponentes de la música popular. Entre ellos se encuentran The Supremes, Bruce Springsteen, Tom Waits, Elvis Costello y Lou Reed. Igualmente, el grupo musical My Chemical Romance hace alusión a Romeo y Julieta en su canción «The Sharpest Lives», mientras que el sencillo «Mademoiselle Juliette» de la cantante francesa Alizée presenta a una Julieta cansada de vivir en un entorno donde todo resulta fallido. No obstante, la pista más famosa del conjunto es el tema «Romeo and Juliet» de la banda de rock Dire Straits. Cabe mencionar también a Liv Kristine con la canción «In the heart of Juliet».
Por otra parte, el musical de teatro más famoso es West Side Story, musicalizado por Leonard Bernstein y escrito por Stephen Sondheim. La producción debutó en Broadway en 1957, siendo estrenada en el distrito inglés West End al año siguiente. Tres años después, en 1961, se adaptó exitosamente en una película. La versión cinematográfica trasladó los sucesos del musical a una ciudad de Nueva York de mediados del siglo XX, mientras que las familias rivalizadas se convirtieron en pandillas. Otros musicales notables son la producción de rock de 1999, William Shakespeare's Romeo and Juliet (por Terrence Mann), la versión de Gérard Presgurvic, Roméo et Juliette, de la Haine à l'Amour (estrenada en 2001) y Giulietta e Romeo de Riccardo Cocciante, de 2007.

### Literatura

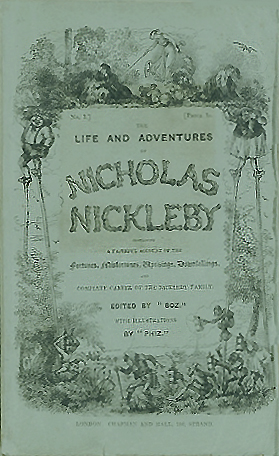
Portada original de Nicholas Nickleby de Charles Dickens, obra que se considera fue influenciada por Romeo y Julieta.

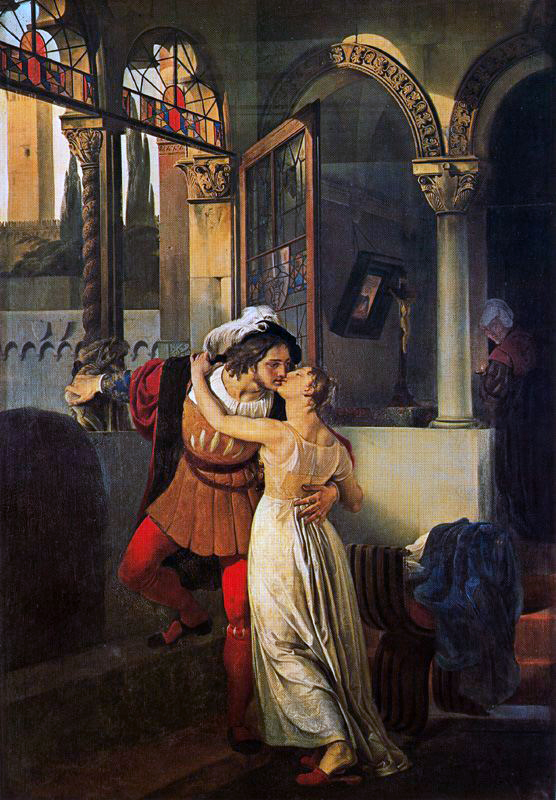
L’ultimo bacio dato a Giulietta da Romeo por Francesco Hayez. Óleo sobre lienzo de 1823.

Su composición y trama ha tenido una profunda influencia en la literatura posterior. Anteriormente, el amor no solía ser visto como un elemento digno de una tragedia. En palabras de Harold Bloom, Shakespeare "inventó la fórmula de que lo sexual se convierte en lo erótico cuando se cruza con la sombra de la muerte". De las obras de Shakespeare, es la que más ha generado variaciones, ya sean trabajos producidos en versos narrativos o en prosa, pinturas, dramas, óperas y composiciones corales, orquestales y de ballet, así como distintas versiones para cine y televisión. En la lengua inglesa, al igual que en muchos países de habla hispana, la palabra "Romeo" se considera como sinónimo de "amante masculino". Respecto a parodias, Romeo y Julieta fue satirizada en Las Dos Furiosas Mujeres de Abingdon (1598) de Henry Porter, y Blurt, Master Constable (1607) de Thomas Dekker, específicamente en la escena del balcón, donde una heroína virgen recita palabras indecentes. Desde otra perspectiva, la obra shakesperiana influenció también a ciertos trabajos literarios, destacándose el texto Nicholas Nickleby, de Charles Dickens.

### Arte
De la misma manera, la obra ha sido ilustrada en innumerables ocasiones. La primera ilustración conocida es una xilografía representando la escena del balcón, que se atribuye a Elisha Kirkall, y que pudo haber sido creada probablemente en 1709 para una edición de las obras de William Shakespeare producida por Nicholas Rowe. En el siglo XVIII, la Galería Boydell Shakespeare encomendó cinco pinturas de la obra que retratasen cada uno de los cinco actos de la tragedia. Por otro lado, la tradición de las producciones "pictóricas" del siglo XIX llevó a los productores a recurrir a pinturas con el propósito de tomar inspiración para sus adaptaciones; estas obras terminaban influenciando a los pintores para representar a los actores y escenarios ideales para cada versión de teatro. En el siglo XX, los íconos visuales de las obras empezaron a derivarse de las producciones cinematográficas de la época.

### Cine y televisión
En la historia del cine se la considera como la tragedia más adaptada de todos los tiempos. La versión original de Shakespeare se filmó por primera vez en la era del cine mudo por Georges Méliès, aunque la película está considerada como "perdida". Así, se estima a The Hollywood Revue of 1929, protagonizada por John Gilbert y Norma Shearer, como la primera versión cinematográfica con audio. Por otra parte, Renato Castellani ganó el León de Oro en el Festival de Venecia por su película homónima de 1954. En esa versión, el actor experimentado Laurence Harvey interpretó a Romeo, mientras que el rol de Julieta recayó en Susan Shentall. Carlo Carlei hizo su propia versión del 2013 y el estreno se celebró en Hollywood en el ArcLight Hollywood. Es la más fiel a la obra de Shakespeare y es protagonizada por Douglas Booth en el papel de Romeo y la actriz y cantante Hailee Steinfeld en el rol de Julieta.

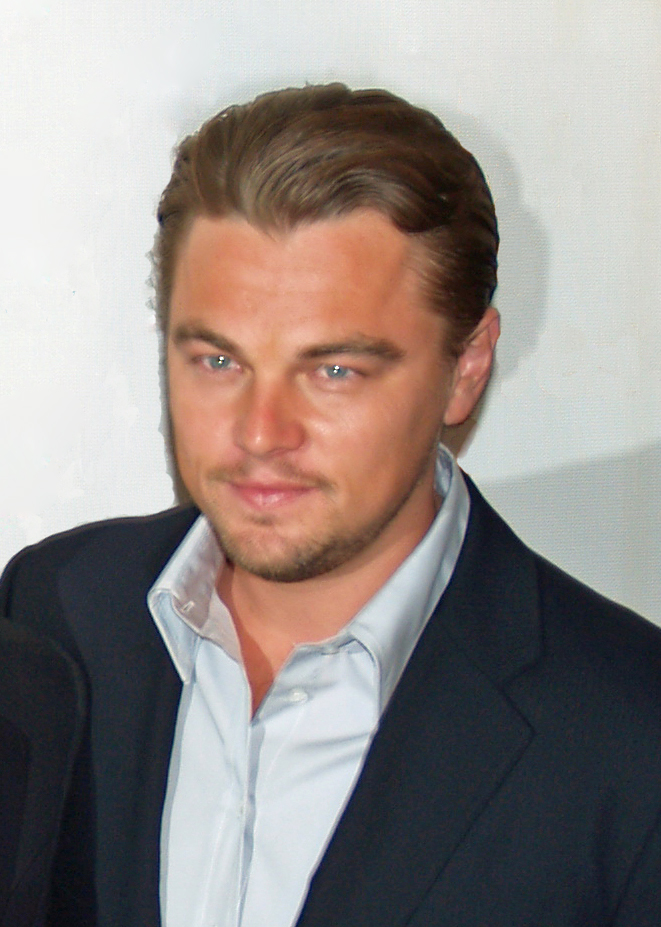
Leonardo DiCaprio interpretó a Romeo Montesco en la película Romeo + Juliet.

Las producciones cinematográficas más famosas son el filme de 1936 (nominado a cuatro premios Óscar) y dirigido por George Cukor, la versión de 1968 del director Franco Zeffirelli y Romeo + Juliet de Baz Luhrmann en 1996. En su época, estas dos últimas se convirtieron en las cintas basadas en el legado de Shakespeare más exitosas de la industria. La película de Cukor (que no recibió una entusiasta recepción durante su exhibición, siendo criticada por brindar una imagen "superficial" de la trama, aspecto contrastante con la producción previa de Warner Bros., El sueño de una noche de verano) se caracterizó por haber sido protagonizada por Norma Shearer y Leslie Howard, quienes por entonces sumaban más de setenta y cinco años; la versión de Romeo y Julieta de Zeffirelli contó con jóvenes atractivos en los roles estelares, mientras que Romeo + Juliet estuvo dirigida a audiencias juveniles.
El experto Stephen Orgel describe a la película de Franco Zeffirelli como "llena de gente hermosa y joven; las cámaras y luces exuberantes contribuyen a la energía sexual y atractivo de los actores". Cabe mencionarse que los protagonistas Leonard Whiting y Olivia Hussey, a pesar de ser jóvenes (Whiting tenía dieciocho años y Olivia solo quince), habían participado en otros proyectos anteriores a Romeo y Julieta. Sin embargo, Zeffirelli argumentó que la razón de haberlos elegido como protagonistas era su inexperiencia y juventud. Visto desde una perspectiva general, el director recibió elogios por dicha producción, especialmente por la escena del duelo donde expresa cómo una situación puede "salirse de control". No obstante, generó cierta controversia por las tomas de los protagonistas desnudos en la escena de luna de miel, puesto que Olivia Hussey era menor de edad en aquel entonces. Romeo + Juliet (1996), junto a su banda sonora, cautivó a toda una generación conformada por jóvenes que se vieron "conectados" con la trama expuesta. Un poco menos "oscura" que la versión de Zeffirelli, la adaptación de Luhrmann se sitúa en una "sociedad grosera, violenta y superficial" de las ficticias Verona Beach y Sycamore Grove. Protagonizada por Leonardo DiCaprio y Claire Danes, consiguió ser elogiada por la crítica especializada. Resultó además notable la actuación de Danes como Julieta, calificada como "perfecta y espontánea". Otras películas basadas en el mismo concepto son Romeo Must Die y Chicken Rice War, ambas de 2000, así como la versión independiente de Lloyd Kaufman, Gnomeo and Juliet y las películas de Bollywood, Ishaqzaade, Issaq y Goliyon Ki Raasleela Ram-Leela, son unas versiones contemporáneas de la obra. De la misma forma, la producción mexicana Amar te duele y la película de animación de Disney The Lion King II: Simba's Pride utilizan el tema del amor prohibido para relatar la historia de sus protagonistas.
Respecto a las adaptaciones televisivas, en 1960 Peter Ustinov realizó una parodia de la Guerra Fría (Romanoff and Juliet), inspirada en la obra de Shakespeare. Asimismo, el musical West Side Story, que dio unas adaptaciones cinematográficas en 1961 y 2021, denotan a los Montesco y Capuleto como los ficticios Jets (la población blanca) y Sharks (nativos de Puerto Rico). En 2006 la película High School Musical de Walt Disney Pictures utilizó la trama de Romeo y Julieta sustituyendo a las familias rivales por dos "pandillas" escolares. Igualmente, la telenovela argentina Romeo y Julieta, de 2007, hace uso de la trama mediante una adaptación ambientada en la época contemporánea. En la serie televisiva de ciencia ficción El hombre de la Atlántida (1977-1978) su protagonista, Mark Harris (interpretado por el actor Patrick Duffy) nada hacia dentro de una grieta producida en el fondo marino durante un terremoto, trasladándose en el tiempo y el espacio a la Verna de Romeo y Julieta en un capítulo titulado "El motesco desnudo" (The Naked Montegue).
En el campo de la animación, destacan la serie de anime japonesa Romeo × Juliet, la británica Shakespeare: The Animated Tales y la película de animación Romeo & Juliet: Sealed With a Kiss de Phil Nibbelink.
Peculiarmente, varios directores acostumbran incorporar escenas de sus actores interpretando a Romeo y Julieta. El concepto de cómo desarrolló Shakespeare su tragedia del amor prohibido ha sido también utilizada en varias producciones, destacando la versión de John Madden Shakespeare in Love, estrenada en 1998, donde se reconstruye el ambiente del teatro isabelino.

## Antecedentes

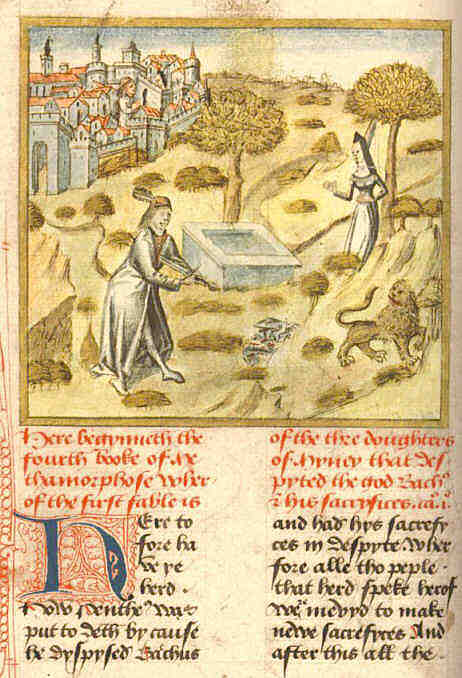
Página de la traducción de William Caxton en 1480, sobre la historia de los enamorados Píramo y Tisbe, redactada originalmente por Ovidio.

Para la creación de Romeo y Julieta el dramaturgo se basó en varios elementos provenientes de una antigua tradición de relatos trágicos sobre el amor. Uno de ellos es Píramo y Tisbe de Las Metamorfosis de Ovidio, del cual la tragedia de Shakespeare posee algunas similitudes —las dos tramas se enfocan en los desacuerdos existentes entre los padres de los jóvenes enamorados y la falsa creencia por parte de Píramo de que su amada, Tisbe, estaba muerta—. De la misma manera, la novela griega Habrócomes y Antía, escrita por Jenofonte de Éfeso en el siglo III, narra una historia semejante, pues incluye la obligada separación de los protagonistas, así como la poción que induce al "sueño profundo".
La primera edición conocida fue el relato trigésimo tercero de Il Novellino, obra del autor Masuccio Salernitano publicada en 1476. Esta novela italiana se desarrolla en Siena, siendo particularmente referida como "un relato acontecido en la época del autor". Algunos de sus elementos narrativos (la boda secreta, el fraile bondadoso, el exilio de Mariotto, el matrimonio forzado de Gianozza, el veneno y el importante mensaje que nunca llega a su destinatario) son mayormente conocidos por la obra de Shakespeare. No obstante, cuenta con grandes diferencias hacia el final del relato: Mariotto es capturado y decapitado, mientras que Gianozza muere de tristeza.
Cinco décadas después, Luigi da Porto adaptó Il Novellino en una nueva edición titulada Giulietta e Romeo, lanzada en 1530 con la denominación original de Historia novellamente ritrovata di due Nobili Amanti ("Historia nuevamente encontrada de dos nobles amantes"). Para redactar su escrito, Da Porto se inspiró en Píramo y Tisbe y en el libro de cuentos El Decamerón de Giovanni Boccaccio. Algunas fuentes insisten en que Giulietta e Romeo se convirtió en la primera obra en incluir la mayoría de los elementos característicos de Romeo y Julieta, citando entre ellos a los nombres de los protagonistas y los de las familias rivales, así como la sede de la tragedia en Verona. Además, Da Porto introdujo a los personajes originales de Mercucio, Teobaldo y el conde Paris, a los cuales Shakespeare acabó desarrollando. La primera edición hecha sobre su obra la publicó como "historia verídica", insistiendo en que los sucesos presentados en la tragedia habían sucedido durante el reinado de Bartolomeo II della Scala en el siglo XIII. En esa misma época se tiene constancia de la existencia de los Montesco y de los Capuleto como facciones políticas, sin embargo su única interacción apareció plasmada en Cantos del Purgatorio de Dante Alighieri. Otra de las similitudes es la manera en que Giulietta se atraviesa el pecho con la daga de Romeo, quien antes había muerto tras beber el veneno.

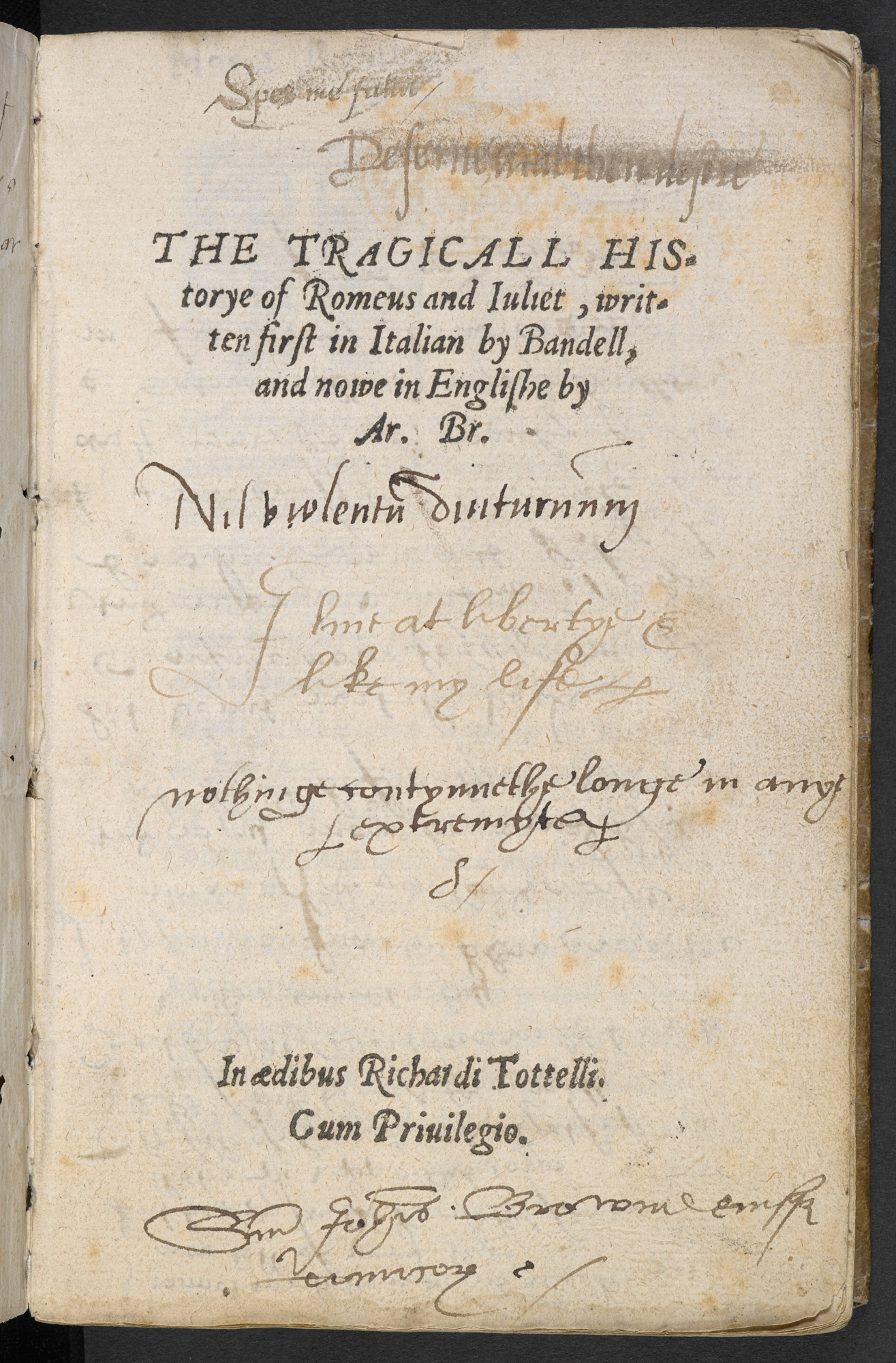
Portada del poema de Arthur Brooke, The Tragicall Historye of Romeus and Juliet, Writen First in Italian by Randell and Nowe in English for Ar. Br.

En 1554, Matteo Bandello publicó su propia versión de Giuletta e Romeo, incluida en el segundo volumen de poemas de la colección Novelle. Su adaptación opta por ahondar en la depresión de Romeo al comienzo de la novela original de Da Porto, al igual que en la rivalidad de los Montesco y los Capuleto; él fue quien introdujo por primera vez a la nodriza de Julieta y a Benvolio. Cinco años después, en 1559, su historia se tradujo al francés por Pierre Boaistuau, incluyéndola en su volumen Histoires Tragiques. En la traducción de Boaistuau se añadió más sentimentalismo a la trama, mientras que la retórica de los personajes adquirió una fuerza impetuosa que le habría de conferir una cualidad vehemente.
Luego seguiría la adaptación de Arthur Brooke, quien partió de una traducción a partir de la versión francesa de Boiastuau para llegar a conformar un poema, The Tragical History of Romeus and Juliet, influenciado por Troilo y Crésida de Geoffrey Chaucer. En esa época, había una intensa fascinación por las novelas italianas —los cuentos italianos se habían vuelto muy populares entre los guionistas y actores de teatro—, por lo que se considera que Shakespeare pudo haberse familiarizado con la colección de cuentos de William Painter, Palace of Pleasure, de 1567. Esta colección incluía una versión en prosa de Romeo y Julieta, titulada "The goodly History of the true and constant love of Rhomeo and Julietta" ("La grandiosa historia del constante amor verdadero de Romeo y Julieta"). A partir de lo anterior, el autor inglés optaría por redactar una serie de novelas provenientes de relatos italianos, entre ellas El mercader de Venecia, Mucho ruido y pocas nueces, A buen fin no hay mal tiempo y Medida por medida. Finalmente, su interpretación de Romeo y Julieta se convertiría en una dramatización del poema de Brooke, así como en una extensión de la trama a partir de los personajes protagonistas y secundarios (especialmente, la nodriza y Mercucio).
Tanto el poema mitológico Hero y Leandro como Dido, reina de Cartago, ambos del autor Christopher Marlowe, se redactaron durante la época en que Shakespeare comenzó a escribir Romeo y Julieta. Dichas obras son consideradas como influencia indirecta de esta última, pudiendo ser las responsables de la atmósfera en la que la historia del "amor trágico" logra concretarse en el bien conocido guion.

## Temáticas
La mayoría de los académicos no ha podido asignar una temática específica a la obra. Existe una propuesta derivada del estudio de los personajes en la que el ser humano, sin ser completamente bueno o malo, posee rasgos de ambos aspectos. Aunque esta propuesta no ha contado con suficiente apoyo, y no se ha podido encontrar un tema central, hay varios temas secundarios que se enredan de manera compleja en la trama. Sus diferentes interpretaciones continúan siendo estudiadas por diversos académicos y expertos en la vida de Shakespeare.

### Amor
El amor intemporal es uno de los elementos representativos de Romeo y Julieta. Con el paso del tiempo, sus protagonistas han pasado a ser considerados como iconos del "amor joven destinado al fracaso". Varios estudiosos han explorado el lenguaje y contexto histórico existentes en el trágico romance.
En su primer encuentro, Julieta y Romeo utilizan una forma de comunicación (metáfora) recomendada por varios autores convencionales durante la época en que vivió Shakespeare. Haciendo uso de ellas al implicar las palabras "santo" y "pecado", Romeo fue capaz de evaluar los sentimientos de Julieta hacia él, en un modo inusual. Este método también fue apoyado por el escritor italiano Baltasar de Castiglione (cuyas obras, en su mayoría, fueron traducidas al idioma inglés). Además Castiglione aconsejó que, en caso de que un hombre usara una metáfora a manera de invitación para una mujer, ella podría fingir que no lo entendió, con lo que su pretendiente podría retirarse sin perder su honor. Contrariamente, Julieta participa en la metáfora, expandiéndola. Los términos religiosos "sepulcro", "senda" y "santo" eran muy populares en la poesía de ese entonces, mostrando una propensión al tono romántico, más que a una indirecta blasfemia —el término "santidad" fue asociado con el catolicismo algunos años antes del escrito—. Más adelante, en el mismo texto, Shakespeare determinó eliminar la más clara referencia a la resurrección de Cristo y la Pascua, elementos presentes en The Tragical History of Romeus and Juliet.
En la "escena del balcón" de Shakespeare, Romeo escucha discretamente el soliloquio de Julieta. No obstante, en la versión de Brooke, ella hace su declaración de amor estando sola. Al introducir a Romeo en la escena donde escucha a escondidas, el autor se deslinda de la secuencia normal del cortejo. Normalmente, se solicitaba que una mujer siguiera un patrón de conducta basado en la modestia y la timidez, con tal de asegurarse de que su pretendiente fuese honesto. La razón de desviarse de la secuencia mencionada, se debe a que Shakespeare quiso agilizar un poco la trama. De esta forma los jóvenes enamorados se vuelven aptos para evadir parte del proceso de cortejo, desplazando el relato, que inicialmente se halla centrado en el desarrollo de su relación sentimental, a un contexto mayormente enfocado en su decisión de contraer matrimonio (tras descubrir sus sentimientos mutuos en una sola noche). En la escena final del suicidio, existe una contradicción en el vínculo con la religión católica, pues los suicidios son considerados por esta como un pecado que debe ser castigado en el infierno, aunque quienes recurren a éstos con tal de estar con su enamorado ("amor cortés") se vuelven acreedores al paraíso, en donde estarán acompañados de su amante. Es así como el amor entre Romeo y Julieta tiende a ser más platónico que religioso. Otro punto a considerar es la consumación del amor (relaciones sexuales) citada en el escrito original; aun cuando el amor entre ambos era apasionado, la pareja solo consuma su amor después de casados, cosa que les previene de perder la simpatía del público.
Es posible que Romeo y Julieta funcione como una ecuación del amor y el sexo, con la muerte. A lo largo de la tragedia, tanto él como ella (junto con otros personajes secundarios) fantasean con esta "igualdad fulminante", normalmente atribuida a un amante. Por ejemplo, el señor Capuleto es quien se percata primero de la "muerte" de Julieta, comparando este factor con el desvirgamiento de su hija. Además, un poco más adelante Julieta compara, eróticamente, a Romeo con la muerte. Justo antes de suicidarse, decide emplear la daga de este, diciendo, "¡Oh, feliz daga! Este es tu filo. Corróeme entonces, y déjame morir".

### Destino y azar
Las opiniones de varios estudiosos difieren en lo que respecta al rol que desempeña el destino en Romeo y Julieta. En modo de aserción, todavía no hay consenso alguno que decida si los personajes verdaderamente están destinados a morir juntos, o si los sucesos ocurridos se deben a una serie de eventos desafortunados. En los argumentos a favor de la importancia del destino se suele describir a Romeo y Julieta con el término Star-crossed lovers.
La anterior frase establece que "las estrellas han predeterminado el futuro de ambos". John W. Draper indica la similitud entre la creencia de los cuatro humores y los personajes principales de la trama (a manera de ejemplo, Teobaldo representaría el enojo). Tras interpretar el texto mediante esta creencia, se reduce considerablemente la cantidad de texto atribuido por audiencias contemporáneas al azar, un rasgo característico observado por audiencias contemporáneas. A pesar de la comparación, otros investigadores ven la historia como una serie de eventos desafortunados, al no mirarlo íntegramente como una tragedia sino como un melodrama emocional. Según Ruth Nevo, el continuo énfasis de la causalidad en el argumento hacen que Romeo y Julieta sea una tragedia no tan nefasta del azar, pero tampoco considera que sea una tragedia de los personajes. Por ejemplo, el hecho de que Romeo desafiara a Teobaldo no es resultado de una acción compulsiva, sino la consecuencia esperada ante el homicidio de Mercucio. En esta misma escena, Nevo observa en Romeo una actitud de perspicacia ante los peligros derivados de las normas sociales, la identidad y los compromisos. Por eso, este decide matar; no es un producto de hamartia, sino de una circunstancia determinada.

### Luz y oscuridad
A lo largo del escrito trágico de Shakespeare, diversos estudiosos han identificado el uso frecuente de imaginería o elementos relacionados con la luz y la oscuridad. Caroline Spurgeon considera a la luz como "un símbolo de la belleza natural del amor joven", concepto a partir del cual varios críticos han expandido la interpretación de este elemento en Romeo y Julieta. Por ejemplo, Julieta y Romeo se miran recíprocamente como una manifestación conjunta de la luz en un entorno oscuro. Él la describe "similar al sol, más brillante que una antorcha, una joya destellante en medio de la noche, y un ángel iluminado entre nubes oscuras". Incluso cuando ella permanece estática sobre la tumba, aparentemente muerta, él exclama, "Tu belleza hace / de esta bóveda un lugar lleno de luz". Julieta describe a Romeo como "el día en la noche" y como algo "más blanco que la nieve en el lomo de un cuervo". Este contraste de luz y oscuridad pudiera ser entendido, simbólicamente, como el amor y el odio, la juventud y la madurez en una forma metafórica. En ocasiones, estas metáforas crean una especie de ironía dramática. Lo anterior puede evidenciarse en la asimilación del amor entre Romeo y Julieta como "una luz en medio de una oscuridad producida por el odio que los rodea". No obstante, todas sus actividades como pareja son realizadas durante la noche, mientras que la contienda llega a cumplirse en pleno día. Esta paradoja de la imaginería brinda una nueva atmósfera al dilema moral de los jóvenes enamorados: lealtad a la familia o lealtad al amor. Al final de la historia, cuando la mañana se ensombrece y el sol está ocultando su rostro de tristeza, la luz y la oscuridad han regresado a sus lugares apropiados: la oscuridad externa ahora refleja la verdadera lobreguez interior de la disputa familiar, más allá del pesar por el trágico desenlace de los amantes. Cada uno de los personajes reconoce su locura en el día, y finalmente las cosas regresan a su orden natural, debido a la revelación del verdadero amor entre Romeo y Julieta. La luz, como elemento temático en el guion, juega también un papel imprescindible al estar involucrada con el tiempo, concluyendo entonces que Shakespeare la utilizó como una manera conveniente de expresar el transcurso del tiempo a través de las descripciones del sol, la luna y las estrellas.

### Tiempo
La percepción del tiempo juega un papel importante en el lenguaje y la trama de la obra. Tanto Romeo como Julieta luchan por mantener un mundo imaginario ausente del transcurso del tiempo frente a las duras realidades que los rodean. Por ejemplo, cuando Romeo jura su amor a Julieta teniendo a la luna de fundamento, ella dice "O no jures por la luna, la inconstante luna, / que mensualmente cambia en su órbita circular, / a menos de que el amor pueda demostrarse igual de variable". Desde un comienzo, los jóvenes son catalogados como "un par de enamorados con estrellas opuestas" (Star-crossed lovers), situación que refiere a un vínculo entre las creencias astrológicas y el tiempo. Se pensaba que las estrellas controlaban el destino de la humanidad, y con el paso del tiempo, se movían progresivamente en el cielo trazando junto con su movimiento el destino de la vida humana. En las primeras líneas del escrito, Romeo habla de un presentimiento que tiene sobre la traslación de estos cuerpos celestes, por lo que al enterarse de la muerte de Julieta, desafía a las estrellas preguntando qué es lo que tienen destinado para él.
Otro tema central de Romeo y Julieta es la precipitación. Al contrario del poema de Brooke que expande el relato sobre un período de nueve meses, la obra de Shakespeare se desarrolla entre cuatro y seis días. Estudiosos como G. Thomas Tanselle creen que el tiempo era "especialmente necesario para Shakespeare", sobre todo tratándose de los eventos acontecidos en la trágica historia de Romeo y Julieta. Asimismo, perciben que el autor utilizó referencias "a corto plazo" para la relación de los jóvenes, un concepto contrario a las alusiones "a largo plazo" existentes para describir a las "generaciones más antiguas", con el propósito primordial de resaltar "una carrera destinada a la perdición". Julieta y Romeo se enfrentan al tiempo para propiciar que su amor se extienda por toda la eternidad. Al final, la única manera perceptible en la que ellos pueden vencer al tiempo es con la muerte, aspecto que los vuelve inmortales a través del arte.
Generalmente, en el plano literario, se considera que el tiempo está vinculado con la luz y la oscuridad. En la época de Shakespeare, las obras teatrales eran usualmente representadas al mediodía, en plena luz del día. Esto pudo haber obligado al autor a que usara palabras que crearan una ilusión dual del día y la noche en sus escritos. Además, Shakespeare utilizó referencias para las estrellas, la luna, el sol y el día junto a la noche para poder crear esta percepción. De forma similar, hizo que algunos de sus personajes refirieran a los días de la semana y a horas específicas para ayudar a que la audiencia comprendiera cuánto tiempo ha transcurrido en su historia. En conjunto, no menos de 103 referencias se han encontrado en la obra para ayudar a entender este paso del tiempo.

## Análisis e interpretación

### Percepción crítica

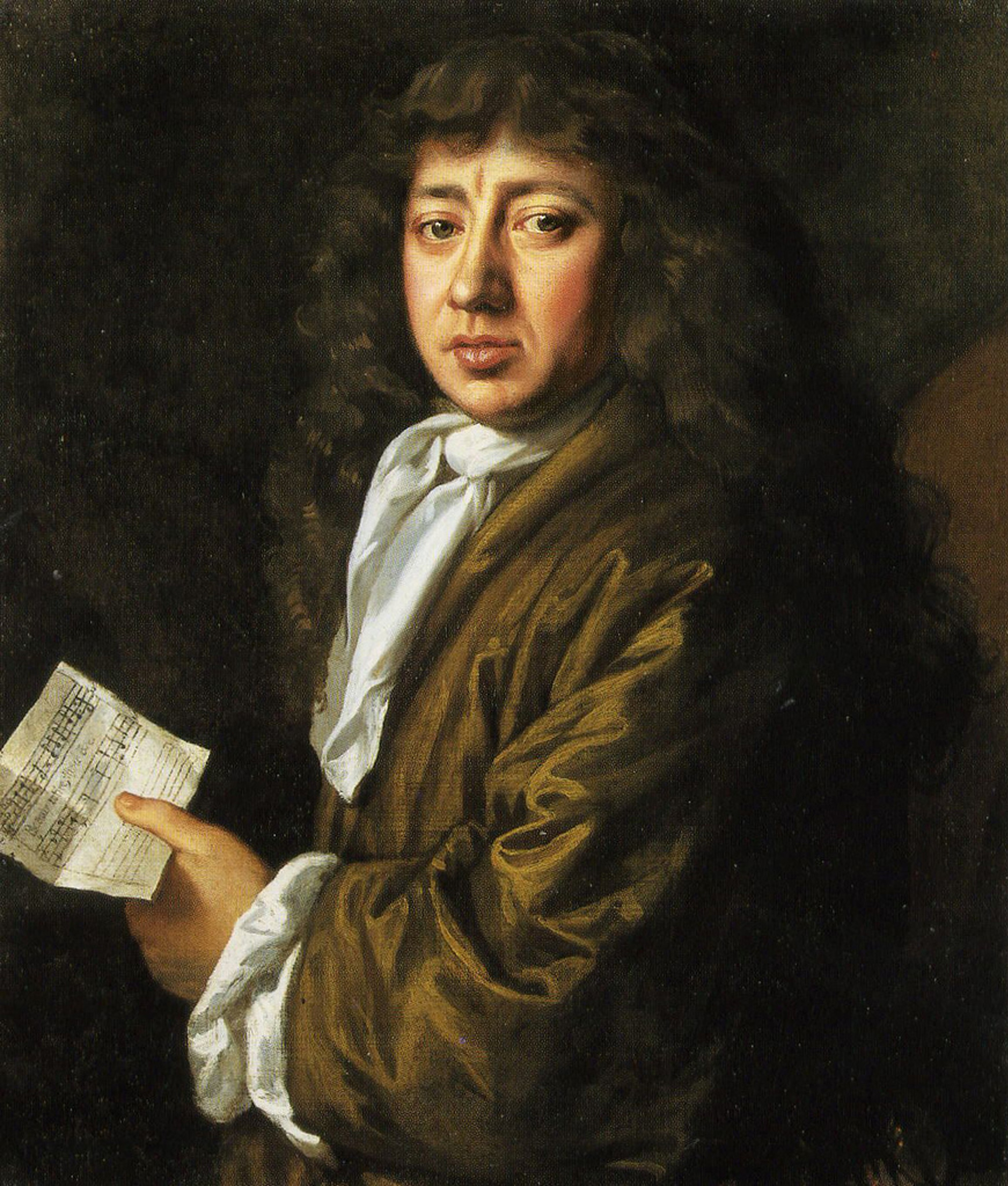
Retrato de Samuel Pepys, hecho por John Closterman.

Más allá del hecho de que los críticos le han encontrado muchos puntos débiles, continúa siendo considerada como una de las mejores obras de Shakespeare. La primera apreciación conocida al respecto proviene del diarista Samuel Pepys, en 1662, el cual dice:

es una obra en sí misma de las peores que he escuchado en mi vida.

Diez años después, el poeta John Dryden elogió el material así como la comicidad de su personaje Mercucio diciendo: 

Shakespeare mostró la que podría ser la mejor de sus habilidades en su Mercucio, y dice asimismo, se vio obligado a asesinarlo en el Acto III para prevenir que éste lo matase a él.

Ciertamente, el análisis crítico de la trama en el siglo XVIII fue menos escaso, aunque no menos dividido. El dramaturgo Nicholas Rowe fue el primero en reflexionar sobre la temática de la obra, la cual percibió como "el justo castigo de dos familias enfrentadas". A mediados del siglo, el escritor inglés Charles Gildon y el filósofo escocés Lord Kames, sostuvieron que la obra era un fracaso en la medida de que no seguía las reglas básicas del drama: la tragedia debe ocurrir a causa de alguna hamartia, no de un accidente del destino. En contraste, el escritor y crítico Samuel Johnson consideró que:

Para mí, esta obra es de las más agradables y emocionantes que he leído.

En la última parte del siglo XVIII, y durante el siglo XIX, las opiniones se centraron en debates sobre el mensaje moral del escrito. El actor y dramaturgo David Garrick, en su adaptación de 1748, excluyó a Rosalina pues consideró que la situación de Romeo abandonándola por Julieta era algo muy voluble y temerario. Algunos críticos como Charles Dibdin sostenían que Rosalina había sido incluida a propósito en el guion para mostrar qué tan temerario era el héroe, siendo esta la razón de su final trágico. Otros argumentaron que Fray Lorenzo pudo haber sido el portavoz de Shakespeare en sus advertencias contra la precipitación obsesiva. Con el advenimiento del siglo XX, estos argumentos morales quedaron en disputa por analizadores como Richard Green Moulton, quien mencionó que los accidentes condujeron a la muerte de los amantes, descartando los defectos de los personajes como causa de los sucesos finales (hamartia).

### Estructura dramática

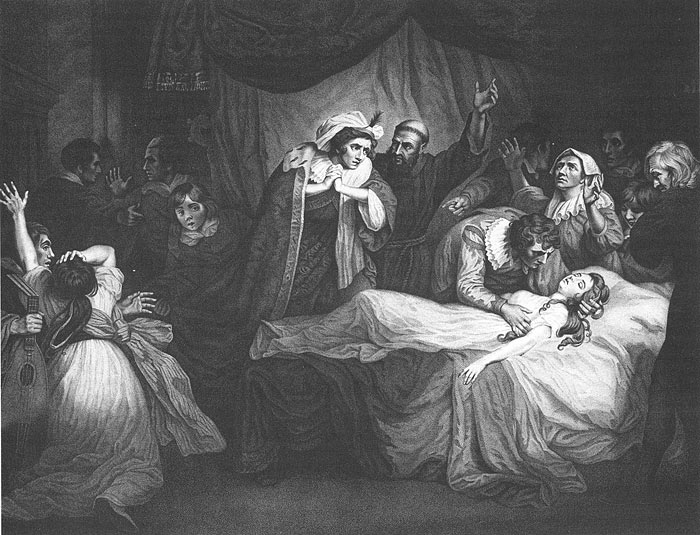
Grabado de una pintura original de John Opie, donde se aprecia a los familiares de Julieta afligidos por la "muerte" de la joven.

En Romeo y Julieta, Shakespeare emplea varias técnicas dramáticas que han recibido aclamación entre la crítica. El principal rasgo elogiado al respecto es el cambio repentino de la comedia a la tragedia, situación que puede ejemplificarse en la conversación calambur (juego de palabras) de Romeo y Mercucio momentos antes de que llegue Teobaldo. Previo a la muerte de Mercucio en el Acto III, el guion tiende hacia una postura más cómica. Solo después de ese momento, adopta un tono serio y trágico. Aun cuando Romeo es desterrado, y no ejecutado, mientras Fray Lorenzo le sugiere un plan a Julieta para que ella pueda reunirse con su amado, la audiencia todavía puede esperar a que todo finalice bien entre ellos. De forma imperceptible, el público queda en un "intenso estado de suspense" para cuando inicia la última escena en la tumba: si Romeo se retrasa lo suficiente como para que Fray Lorenzo pueda llegar a tiempo, el primero y Julieta podrían salvarse. Estas permutaciones que van desde la esperanza hasta la desesperación, para continuar con el indulto y un nuevo sentimiento de optimismo, sirven para enfatizar la tragedia en el final, donde la última esperanza ha quedado descartada y ambos protagonistas mueren en la última escena.
El autor también hace uso de argumentos secundarios para ofrecer una visión más clara de las acciones desarrolladas por cada uno de los personajes principales. Por ejemplo, al comienzo del relato, Romeo está enamorado de Rosalina, quien se había mantenido indiferente ante sus insinuaciones románticas. La infatuación de Romeo provocada por los rechazos de ella, está en un contraste evidente respecto a su posterior enamoramiento con Julieta. Lo anterior, proporciona una comparación a través de la cual, la audiencia puede observar la seriedad de la relación entre los amantes. El amor de Paris por Julieta, establece igualmente una disparidad entre los sentimientos que la moza tiene por él y la afectividad que al mismo tiempo tiene por Romeo. El lenguaje formal que ella utiliza con Paris, así como la manera en que habla de él con su nodriza, muestra que sus sentimientos están solo con Romeo. Más allá de todo esto, la historia complementaria del enfrentamiento entre las familias Montesco y Capuleto se agrava en lo sucesivo, suministrando una atmósfera de odio fundamental que, a últimas instancias, se convierte en el principal factor para que la historia finalice trágicamente.

### Lenguaje
El dramaturgo utiliza una variedad de formas poéticas a lo largo del relato; inicia con un prólogo de catorce líneas en forma de soneto shakesperiano, el cual es narrado por un coro. No obstante, la mayor parte de Romeo y Julieta está escrita en verso blanco, redactada en estrictos pentámetros yámbicos, con una menor variación rítmica que en las obras posteriores del mismo autor. En cuanto a la elección de formas poéticas, Shakespeare va relacionando cada una de ellas a un personaje específico. Tales son los casos de Fray Lorenzo utilizando el sermón y la pena de latae sententiae, como la nodriza haciendo uso del verso blanco, hecho que muestra una tendencia al lenguaje coloquial. Igualmente, cada una de estas formas, se moldea y adapta a la emoción inherente en la escena donde participa el personaje. Por ejemplo, cuando Romeo habla sobre Rosalina en las líneas iniciales, intenta emplear el soneto de Petrarca. Usualmente, esta corriente la aplicaban los hombres para exagerar la belleza de las mujeres, cualidad que les era imposible alcanzar tal y como se describe en la situación de Romeo y Rosalina. Esta forma poética la usa también la Señora Capuleto cuando le describe a Julieta la apariencia física de Paris, a quien califica como "atractivo".
En el momento en que la joven pareja se conoce, Shakespeare cambia el petrarquismo de sus respuestas a un estilo de soneto más contemporáneo, mediante el uso de metáforas relacionadas con «santos» y «peregrinos». Finalmente, cuando ambos se encuentran en el balcón, Romeo utiliza un soneto para expresarle su amor, pero Julieta lo interrumpe con el interrogante infalible, "¿Me amas?". Al recurrir ella a esto, busca la expresión verdadera, más que el uso de una exageración poética acerca de su amor. El mismo personaje dispone de monosílabas con Romeo, aunque utiliza un lenguaje formal con Paris.
Otras formas poéticas existentes en la obra incluyen un epitalamio de Julieta, una rapsodia compuesta por Mercucio para definir a la Reina Mab y una elegía hecha por Paris. Shakespeare conserva su típico estilo de prosa para delimitar las expresiones de la gente común, aun cuando en ocasiones la utiliza en personajes como Mercucio. Asimismo, el humor juega un rol indispensable: la investigadora Molly Mahood identificó, por lo menos, 175 juegos de palabras en el texto. La mayor parte de estos son de naturaleza sexual, primordialmente existentes en la relación de Mercucio y la nodriza.

### Crítica psicoanalítica
Algunos críticos psicoanalistas se han percatado de que el problema de Romeo y Julieta, en términos de la impulsividad de Romeo, proviene de una «agresión mal controlada y parcialmente encubierta» que, en última instancia, conduce tanto a la muerte de Mercucio como al doble suicidio. Asimismo, consideran que la trama no es psicológicamente muy compleja; mediante un análisis disciplinario, la experiencia trágica masculina resulta equivalente a una enfermedad. En 1966, Norman Holland consideró el sueño de Romeo como un auténtico «deseo lleno de fantasía, tanto en términos de su mundo adulto como de su hipotética infancia en las etapas oral, fálica y edípica», reconociendo que un personaje dramático no es un ser humano con procesos mentales separados de los que presenta el autor. Otros críticos de esta disciplina, tales como Julia Kristeva, se enfocan en el odio existente entre las familias. Así, argumentan que el odio provoca a su vez la pasión mutua de Julieta y Romeo. Igualmente, esa aversión se manifiesta directamente en el lenguaje de los amantes: por ejemplo, Julieta recita que «mi único amor solo surge de mi único odio», en ocasiones expresando su pasión por medio de una anticipación de la muerte de Romeo. Lo anterior conduce a una especulación sobre la psicología del dramaturgo, en particular sobre la consideración del dolor de Shakespeare por la muerte de su hijo, Hamnet.

### Teoría feminista

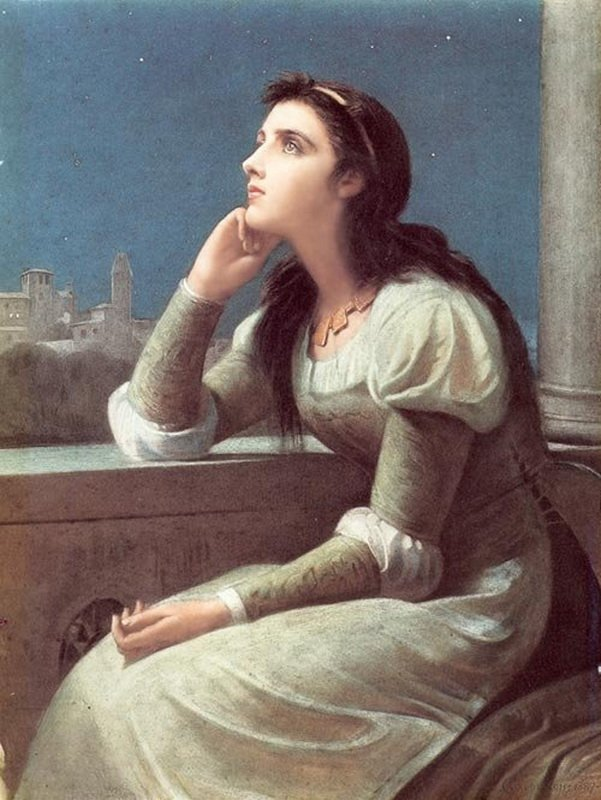
Ilustración de Julieta. Obra de Philip Hermogenes Calderon, en 1888.

Varias críticas feministas sostienen que el fundamento del enfrentamiento entre las familias reside en la sociedad patriarcal de Verona. Para Coppélia Kahn, la etiqueta masculina de violencia extrema se impone en la personalidad de Romeo como la fuerza principal que impulsa que toda la serie de acontecimientos finalice en una tragedia. Cuando Teobaldo mata a Mercucio, Romeo se vuelve violento, lamentándose por haberse «afeminado» a causa de Julieta. Desde esta perspectiva, los jóvenes varones «se vuelven hombres» solo al emplear la violencia en nombre de sus padres o, en el caso de los sirvientes, de sus amos. La pelea también denota virilidad, como demuestran los numerosos chistes sobre la virginidad hallados a lo largo de la obra. Por otra parte, Julieta presenta una etiqueta femenina de docilidad al permitir que personajes como el fraile resuelvan sus problemas personales. Otras críticas de esta corriente, tales como Dympna Callaghan, advierten en el feminismo del texto un ángulo histórico donde el orden feudal estaba siendo cuestionado por un gobierno cada vez más centralizado, añadiendo el factor de la llegada del capitalismo como una de las circunstancias principales. Al mismo tiempo, las nuevas ideas del purismo sobre el matrimonio en comparación con otras ideologías más antiguas habían restado importancia a los «males de la sexualidad femenina», adoptando un enfoque a favor del matrimonio por amor; por ello, las evasiones de Julieta respecto a los intentos de su padre por obligarla a contraer matrimonio con un hombre al que ella no ama son un ejemplo de la forma en que Julieta desafía el orden patriarcal de una manera que posiblemente no hubiera sido posible en tiempos pasados.

### Homosexualidad

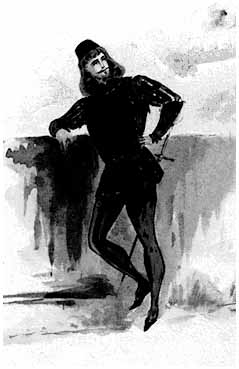
Acuarela de Romeo, en 1867 de Charles Gounod.

Diversos análisis provenientes de la teoría Queer cuestionan las orientaciones sexuales de Mercucio y de Romeo, comparando su amistad con una forma de amor sexual. En una conversación, Mercucio hace mención del falo de Romeo, sugiriendo indicios de homoerotismo. Citando a manera de ejemplo, el primero dice: «El que se hiciera surgir algún espíritu de extraña naturaleza en el círculo de su adorada y que allí se lo mantuviera hasta que ella, por medio de exorcismos, lo volviese a la profundidad». El homoerotismo de Romeo puede encontrarse en su actitud hacia Rosalina, a quien ve como una mujer distante e indisponible, incapaz de darle esperanza alguna de continuar con su descendencia. Asimismo, tal como añade Benvolio al respecto, «ella es sustituida por alguien con mayor reciprocidad». Los sonetos de procreación de Shakespeare describen a otro joven que, al igual que Romeo, tiene problemas de tipo sexual, por lo cual pudiera ser visto como un homosexual. Críticos especializados en el tema creen que Shakespeare pudo haber introducido a Rosalina como una manera viable de expresar los problemas vinculados con la procreación. En este marco, cuando Julieta dice «[...] lo que llamamos rosa exhalaría el mismo grato perfume aun cuando de otra forma se llamase», posiblemente está planteándose si hay alguna diferencia entre la belleza de un hombre y la de una mujer.